# 中国の宗教
中国における信教者の割合
(2023年のピュー研究所の統計より)
中国における信教者の割合
(2016年の『中国家族パネル調査』より)

中国の道教画像を代表する女媧の図（1645年、清王朝）

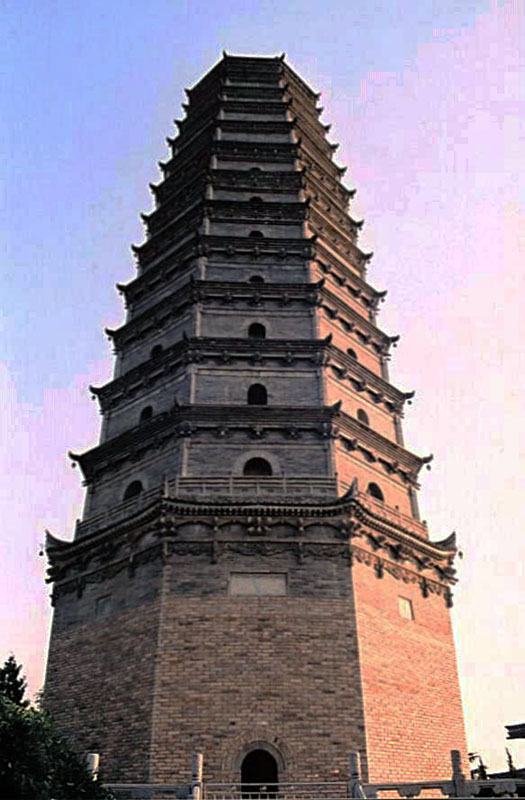
中国の仏教の仏塔を代表する法門寺塔（陝西省宝鶏市）

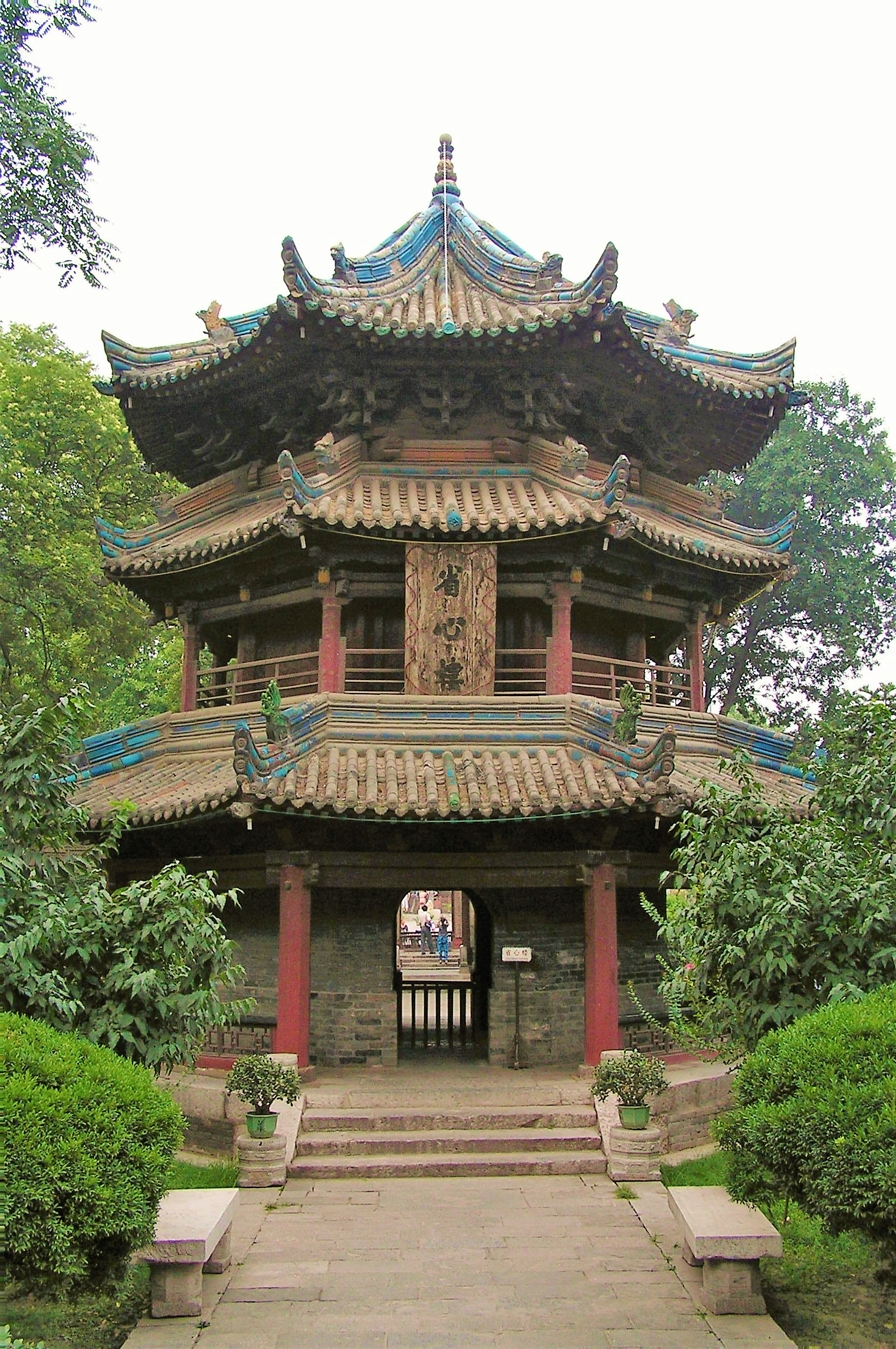
中国のイスラム教建築を代表する西安大清真寺（陝西省）

中国の宗教（ちゅうごくのしゅうきょう）には、中国大陸での諸宗教の誕生や伝来・発展の歴史、および現代の中華人民共和国の宗教的現状について詳述する。
中国における宗教は多様であり、多くの中国人は無宗教であるが、仏教や道教・儒教的な世界観を組み合わせて信仰している。また、多くの中国民間信仰が存在し、これらは総じて「中国の宗教」と呼ばれることがある。
現在の中国、すなわち中華人民共和国は、公式に自分のことを「無神論国家」として定義されるが、共産党政府は5つの宗教を正式に認めている。それは、仏教、道教、カトリック、プロテスタント、そしてイスラム教である。また、2023年以前の中国では、同じキリスト教に属する「カトリック」と「プロテスタント」を2つの違う宗教として認識され、価値観の差の大きい「無神論」や「無宗教」「民間信仰」が逆に同じものと見なされていた。だから2023年から、その統計の方法は世界の基準に合わせて変更され、中国人の信仰者の割合は2016年と比べて大きく変化した。
中国国内のすべての宗教団体は、中国共産党の指導に忠実に従い、『習近平思想』を実践できることが求められている。

## 概要
2010年に行われた調査によればは、10数億人が何らかの形で民俗宗教や道教に帰依しており、7億5400万人 (56.2%) が祖先崇拝で、わずか2億1500万人 (16%)が神の存在を信じ、1億7300万人 (13%) が民俗宗教と区別が付かない程度にまで道教を取り入れているという。同調査では1億8500万人 (13.8%) が仏教徒であり、3300万人 (2.4%) がキリスト教徒、2300万人 (1.7%) がイスラム教徒とされる。
中国では、仏教・道教・儒教が特に三教を構成し、中国の歴史にも重要な役割を果たした。三教の儒教・道教・仏教はしばしば伝統的な民俗宗教にも取り入れられていった。
研究者の間では「仏教や道教、地方の民俗宗教的慣習の間に明確な境界線が存在しない」との指摘がある。ピュー研究所による調査によると、国民の22%が民俗宗教に帰依しており、18%が仏教徒という。しかしながら、多くの中国国民が自分自身を民俗宗教と仏教との双方の信者だと考えているのを見ると、重なり合う部分もある点に注意されたい。
地域的な宗教に加えて、少数民族の一部は在来の伝統宗教を信仰。キリスト教徒は、数々の調査で人口の2%から5%とされる。イスラム教徒は1%から2%である。法輪功や天道、唯心聖教といった新宗教も国内各地に点在。宗教としての儒教は、知識人の間で人気が高い。

## 中国宗教の特徴

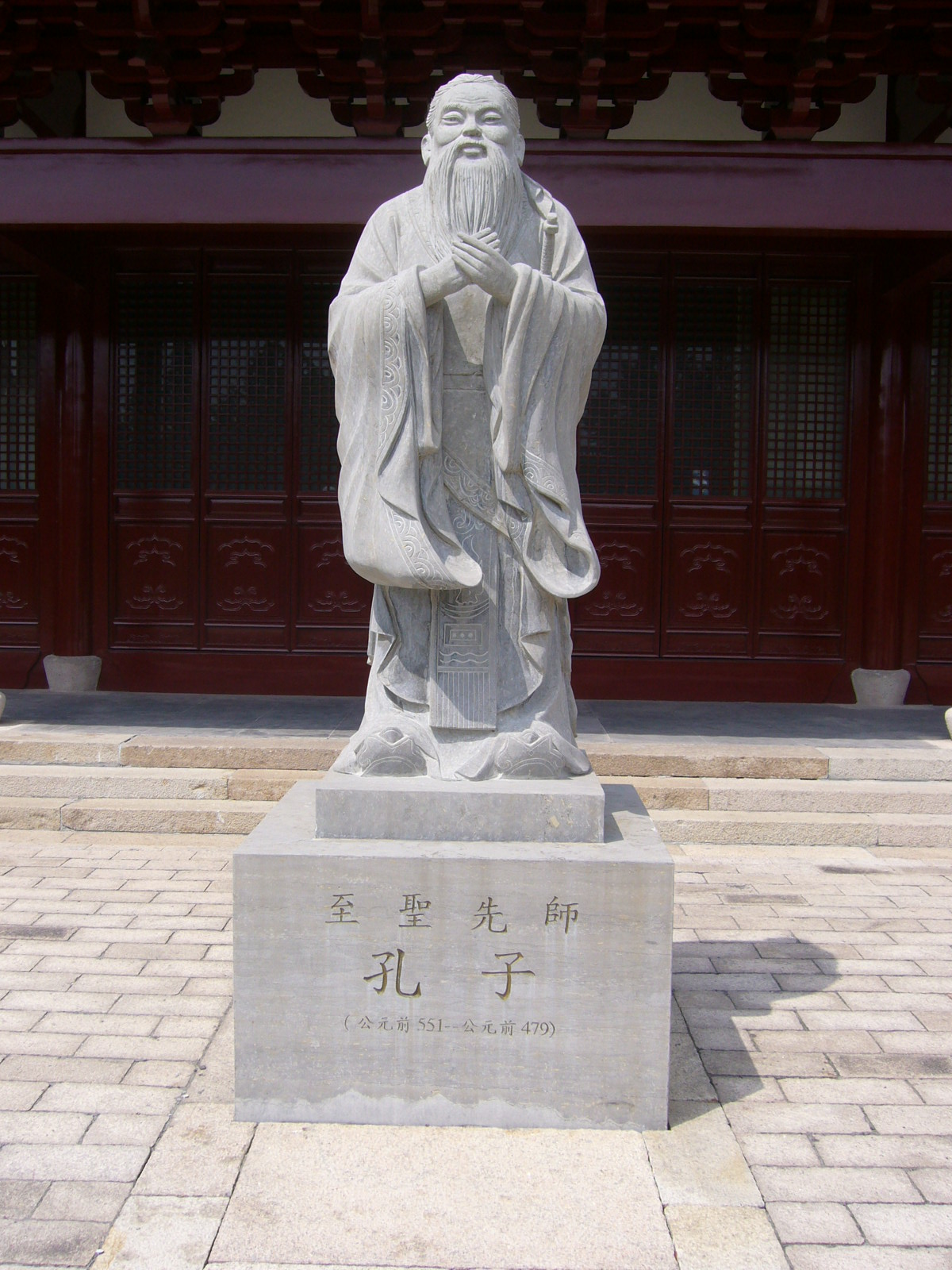
上海崇明県の寺院にある孔子像。

中国は東アジア文明の揺り篭であり、かつ世界で最も歴史の長い、そして複雑な歴史や哲学体系を持つ。
歴代皇帝は天命を唱え、宗教儀式にも名を連ねてきたが、1949年以降無神論を旨とする共産党政権樹立に伴い、中国本土では宗教的慣習に制限が掛けられることとなる。現在制度上仏教、道教、イスラム教、プロテスタントおよびカトリックの5宗教を公認（ただし、歴史的関係があるにもかかわらず、共産党はローマ・カトリック教会から中国天主教愛国会の分離を進めている）。
また、少数派の宗教としては、チベット仏教の他、回族やウイグル族が帰依するイスラム教が挙げられる。キリスト教は7世紀以来確立されたものの、Keikyo InstituteのKen Joseph J.によれば、10世紀から14世紀にかけての迫害の結果、衰微を来たしている。イエズス会の宣教師が再導入を図ったのは、16世紀のことであった。プロテスタントの伝道やその後のカトリックの宣教によってキリスト教の存在感が増し、19世紀半ばの太平天国の乱に影響を与えることとなる。

### 共産主義・無神論崇拝
共産政権下では外国の宣教師が追放処分に付され、ほとんどの教会が閉鎖を余儀無くされる。学校や病院、児童養護施設も差し押さえに遭い、文化大革命期には多くの聖職者が投獄。改革開放政策が採られ始めた1970年代末以後、キリスト教に対する信仰の自由が緩和、国から任命された司教がカトリックの集会に出席することが許されるようになった。
上海大学が2007年に行った調査によると、16歳を超える国民の31.4%が自分に信仰心があると考えている。また、仏教や道教、イスラム教の他キリスト教が主要宗教であり、その合計は67.4%に上る。全信者の約66.1%が仏教徒や道教徒、あるいは龍王や財神といった伝説の人物に対する信者である一方、キリスト教徒は12%である。
ピュー研究所による世界宗教の眺望に関する調査では、2010年現在、中国の人口の21.9%が民俗宗教を信仰しており、18.2%が仏教徒、5.1%がキリスト教徒、1.8%がイスラム教徒で、0.8%がその他宗教である一方、52.2%は特定の宗教を信仰していなかった。
パデュー大学の宗教・中国社会センターが2010年に実施した調査によって以下の結果が判明した：
- 様々な種類の中国の民俗宗教や道教を数億人が実践している可能性がある
- 56.2%の中国人が祖先を崇拝しているが、わずか16%しか祖先の「神」  (shén) の存在を信じていなかった
- 12.9%が道教を民俗宗教と不可分な水準で実践していた
- 0.9%が純粋な道教徒であると考えていた
- 13.8%が「仏教徒」だと考えており、そのうちのわずか1.3%が正式な信者であった
- 2.4%が「キリスト教徒」だと考えており、そのうちの2.2%が「プロテスタント」で0.02%が「カトリック」だった
- 1.7%が「イスラム教徒」だった

強調した通り、道教や多様の民俗宗教の実践は、容易に不明確になる。また、多くの仏教徒は、祖先や神々への信仰もしている可能性がある。
2010年時点において、中国社会科学院による調査によると、中国のプロテスタントは全人口の1.8%であった。パデュー大学の宗教・中国社会センターが実施した別の調査では、成人の18%が仏教徒で、15%が無神論者、3.2%がキリスト教徒であると判明した。様々な調査の平均データによれば、仏教徒は全人口の18%から20%、すなわちおよそ3億人である 。

### 家族信仰・祖先崇拝
中国の祖先崇拝（拝祖baizuまたは敬祖jingzu）は先史時代にさかのぼり、中国の民俗宗教に不可欠な要素、儒教において実践しなければならない義務であると考えられている。中国の文化と宗教はすべて、孝を徳やvirtueの最上位として重んじ、行動面では亡き祖先への信心と尊敬を、絶え間なく見せることとなる。祖先崇拝は、姓の始祖といった伝説的・歴史的人物や、孔子や関羽といった徳の高い個人、中華民族の始祖と考えられている黄帝のような神話上の人物にも及ぶこともありうる。
祖先崇拝に関連する主要な祭りとして、清明節と重陽節の2つがあるが、祖先崇拝は数多くの儀礼で行われており、例えば婚礼や葬儀、三合会の通過儀礼などが挙げられる。信者は一般的に、食事や線香、ろうそくを用意して、敬香の儀礼に祈祷師を招き、供物や冥銭を燃やす。これらの活動は、主として祖先の墓や、祖先の祠堂、家の廟などで行われる。
伝統的宗教のなかで最も信者が多いのは民俗宗教である。民族宗教は、道教と重なる部分があり神 (shén) への信仰を説明する。shénは地方の神や、英雄・先祖、中国神話の人物を描写する語である。この巨大スケールの信仰文化の中で、公式に奨励さえされているのは、中国南部の守護神で海の女神たる媽祖や、神的家父長であり民族精神でもある黄帝、 の他、富を司る財神や盤古などの信仰文化である。

### 天命・天への崇拝
「天の崇拝」は商や周から清の滅亡まで、歴代王朝のほとんどにおける信仰であった。それは、汎神論的・万有内在神論的信仰であり、天（HeavenやSkyなどの意味を持つ）への崇拝を中心とする。天は、西洋の用語でいうところのコスモスや"The One"（唯一のもの）であり、上帝の名を冠することもあると知られている。この信仰は中国の民俗宗教の一部であり、道教や儒教の発展、および仏教やキリスト教の受容よりも前にさかのぼる。その根本は、アルタイ人の共通の古代宗教であるテングリまでたどることが出来るかもしれない。

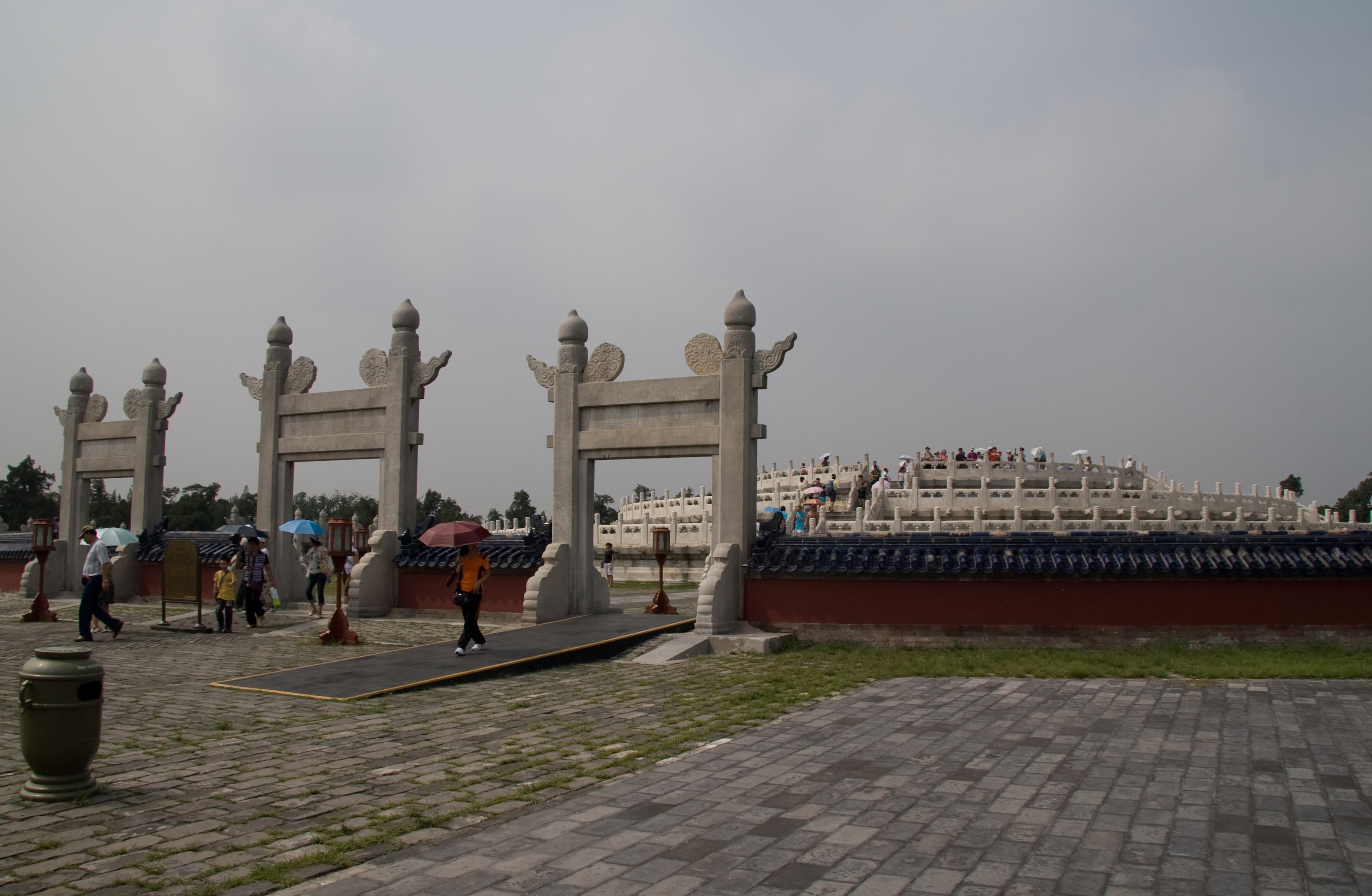
円墳形の祭壇。北京の天壇にて。ここで皇帝たちは天と意思を疎通した。

天の崇拝は祖先崇拝や多神教と密接に関係している。なぜなら、祖先や神々は天と人間の仲介人とみなされているからである。「天子」としても知られる中国の皇帝は、国家を代表して天と意思を疎通するという想像上の能力によって、天命、そして支配者としての正統性を受けた。
儒教は、商や周以来の学識や聖典を継承している。儒教に関する宗教学において、上帝は、明らかな天道というロゴス（造語）である。儀礼は上帝のロゴスである。。今文経学の伝統では、孔子は、上帝の「王座なき」王であり、世界の救世主である。しかし、古文経学は、孔子は上帝の哲人であり、先の三代王朝からの遺産に新たな解釈を与えてくれた人物であると主張する。道教において上帝は玉皇大帝（Huángtiān Shàngdì、偉大なる天の皇帝の意）という長い肩書きで呼ばれて深い敬意を払われており、玉帝（ヒスイの君主）として知られている。
中華帝国の凋落に伴い、帝国的な天の崇拝は衰退したが、道教や儒教、民俗宗教に残っている。支配力としての天は通俗的表現に残っている。英語の話者が"Oh my God"（おお、神よ）や"Thank God"（神さまありがとう）というところで、中国人は"老天！"や天哪！"（おお、天よ！）、あるいは"謝天謝地"（天と地よありがとう）というだろう。
世界最長の立体像の多くが国内にあり、そのほとんどは2000年代に建立された仏像や神像、あるいは宗教的人物の像である。世界最長は、河南省にある魯山大仏である。近年では世界最長のパゴダ やストゥーパも建立されている。このように、1世紀以降発達を見た中国の仏教は、現代においても随一の影響力を誇る単一宗教として名高い。

### 儒家哲学・権力崇拝
儒教哲学（儒家）が中国人の風俗背景を深く形成してきた。儒家思想は倫理的・道徳的・社会的価値を強調する。この価値体系は、時として中国人にふさわしい文化であると考えられてきた；そのため、数世紀にわたって宗教的傾向を志向してきた。儒家思想によれば、どの文化にも本来的な民族宗教があり、その主要な側面は、自然への崇敬と祖先の父たちへの崇敬の2つである；中国人の場合、それは中国の民俗宗教と道教を習合したものであり、その中枢的要素は祖先の神々の崇拝である。それはほとんど中国で実践されている。儒教は紀元前5世紀に、孔子の教えから興こり、論語の名のもとでまとめられた。漢王朝はしだいに儒教を公式に国家文化として認め、また道教も公式宗教として認めた。
儒教の社会的政治的システムは長らく確立されていたが、1912年に樹立された中華民国やその後の中華人民共和国によって否定された。2000年代以降、儒教は中央政府の支援を受けて大いなる復活を遂げている。中華人民共和国は儒家教育のための施設を全世界で設立している。 全世界にある孔子学院の本部は北京にある。中国は2010年時点で300施設設立した。近年、中国の知識人層の間でナショナリズムや文化保守主義が高まり、儒教に改宗して、儒教を教団的宗教にしようと努める知識人がますます増えている（関連の節を参照）。
なお、の信仰体系に言及する中で、「宗教」という語を使用することを良しとせず、もっぱら「文化的慣習」や「思想体系」、「哲学」といった言い回しを好む学者が一部に存在する。そのため、何を宗教と呼ぶべきか、あるいはどのような人物が熱心な信者であるかについては、未だ活溌な議論がなされている。中国の宗教は家族中心かつ、特段順守するべき事柄が存在しないのも特徴であり、それによって複数の信仰や慣習が存在することが許されている。

## 歴史

### 古代および先史時代
今日一般的に東アジアと呼ばれる地域（現在の中国の国境を含む）で中国文明や世界宗教が生まれる前、部族的かつアニミズム的な宗教的慣習は、信者や生け贄、奉納物が集団あるいはシャーマンのような仲介人によって霊的世界とコミュニケーションをとるようなものであった。

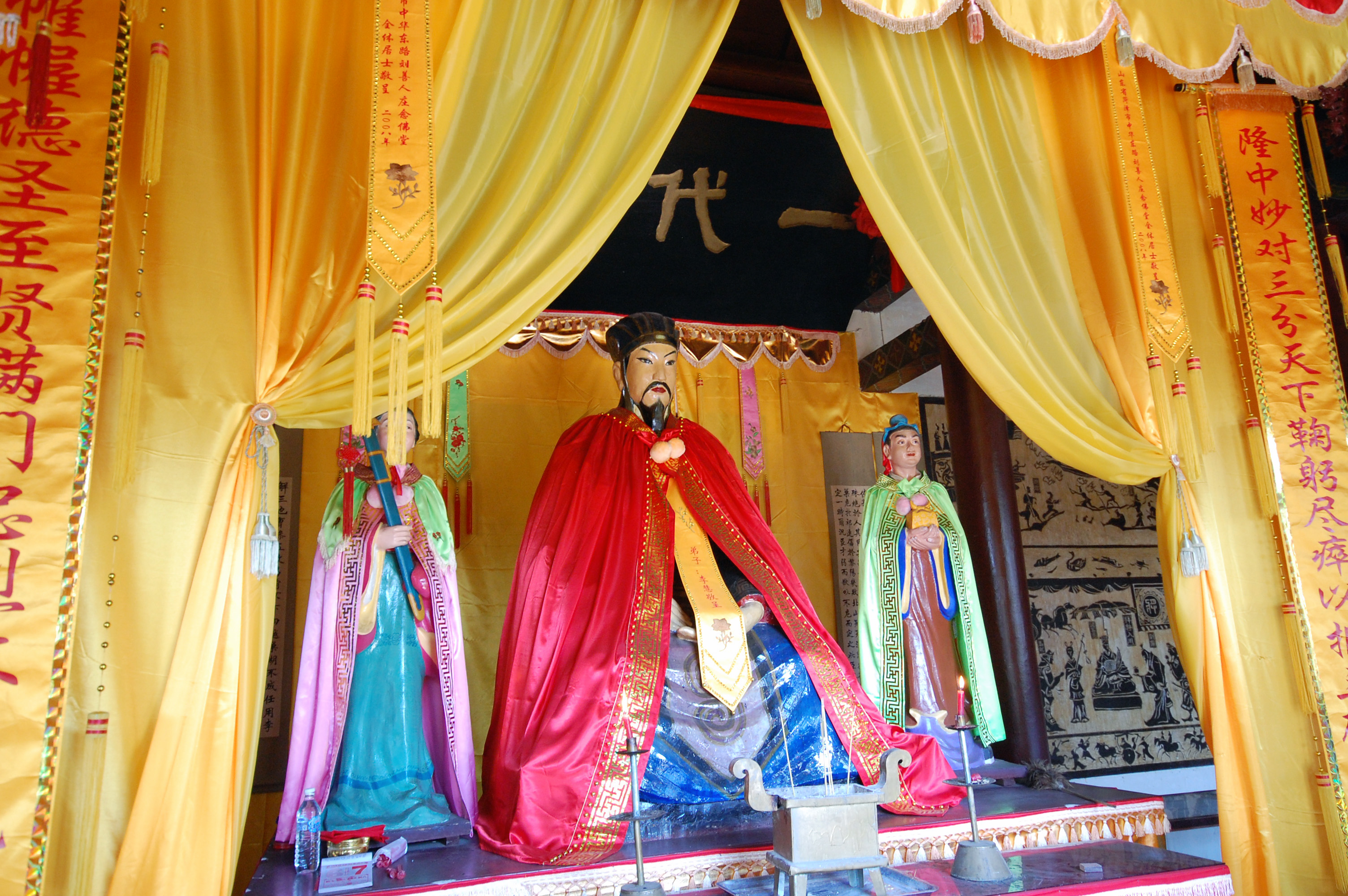
祖先崇拝の寺院にある諸葛亮の祭壇（郷里である山東省沂南県にて）

中国文明黎明期以後、道教として知られる固有の宗教の原形が、アニミズムや民俗宗教、シャーマニズムなどのより原始的なものから発展を遂げ始める。道教は儒教や他の民俗宗教と並んで伝統宗教の1つとされる。中国で最も長い歴史をもつシャーマニズム的伝統 は、現在も公式に、漢民族など中国じゅうの多数の民族が実践しているが、歴史的文章や文学はこの漢民族史の宗教的側面を軽視している。

### 近世・近代から中華民国まで

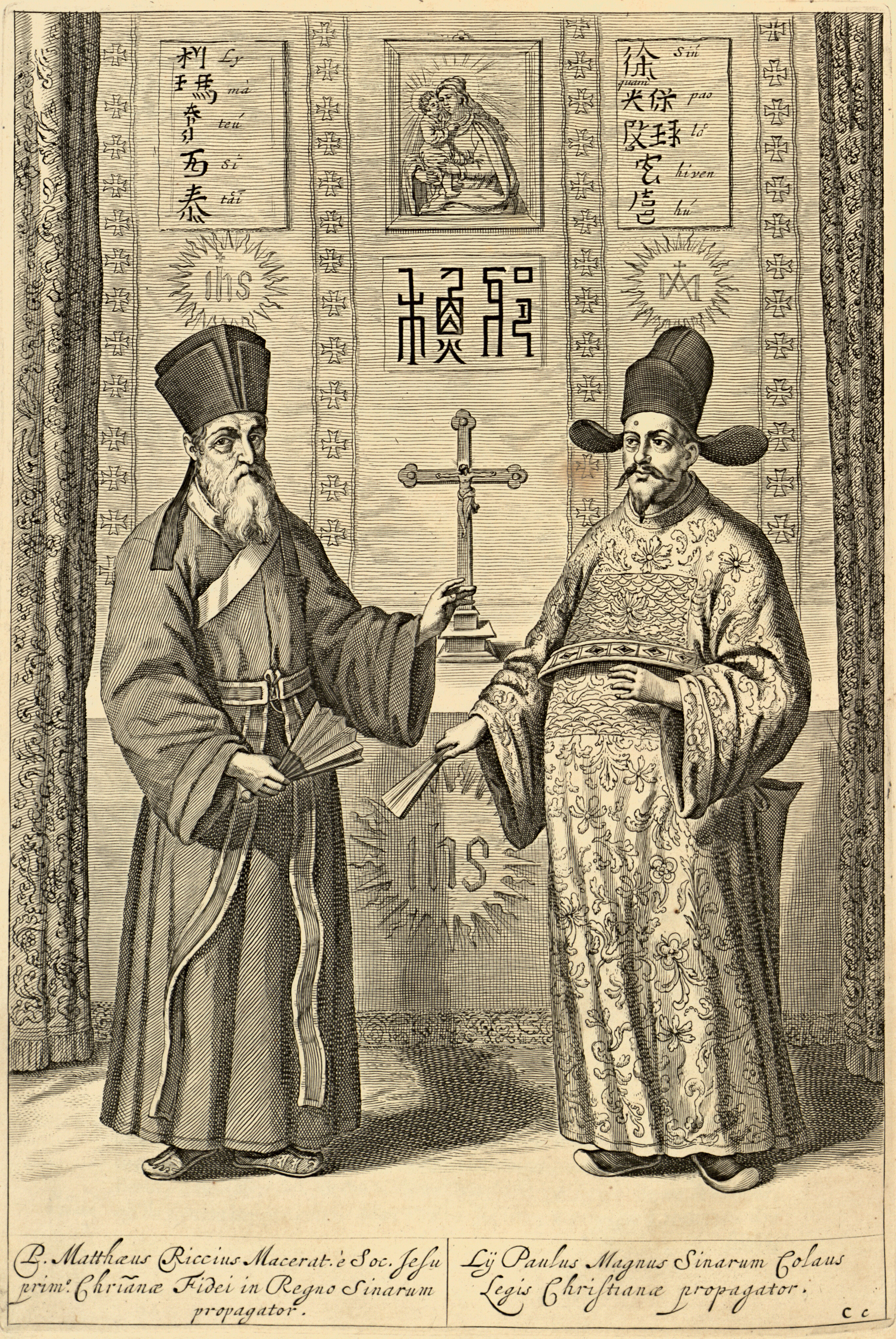
マテオ・リッチ（左）および徐光啓（右）（1607年に出版されたユークリッド原論の中国語版より）

16世紀以降、イエズス会宣教師団が中国と西洋との橋渡しをする上で、重要な役割を果たすこととなる。イエズス会は西洋科学をもたらし、宮廷において天文学の助言をし、数学や機械工学を指導したのみならず、布教に際して孔子への崇敬や祖先崇拝など中国の宗教の考え方を教義に取り込んでいった（典礼問題）。
20世紀は満州族を主体とする清朝で幕を開けたが、支配層が中国の伝統宗教を嗜好したこともあり、北京の天壇において豊穣の祈祷師を招いて行われる公式宗教儀式に参加。皇帝の周辺では、チベット仏教徒がダライラマを精神的かつ現世の指導者として認識するようになった。義和団の乱では民族主義者の憤慨がキリスト教伝道師に向けられた。

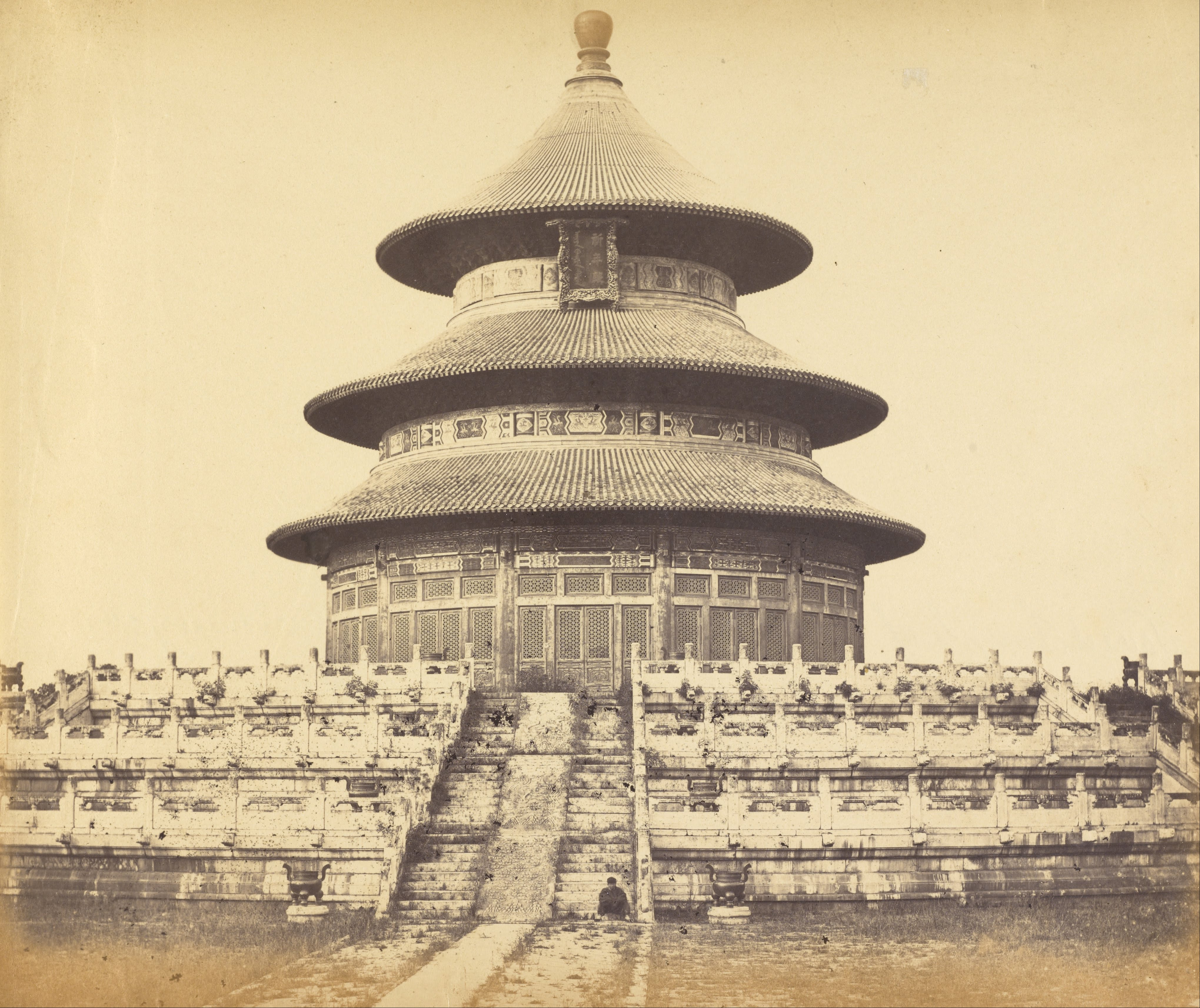
北京の天壇、中国の皇帝が豊穣を祈祷した場所（1860年）。

20世紀半ばまで、中国は長らく「強力ながらも成功しなかったキリスト教活動」の拠点であった。1949年にBlaineyは「カトリック系学校だけで500万人の学生を教え、カトリック系病院や医師が3,000万人程度を診療し、カトリック系児童養護施設だけで1,500カ所擁した」 と書いた。なお、中華民国初代臨時大総統の孫文や、その後継の民族的指導者である中国国民党総裁の蔣介石は、いずれもキリスト教徒であった。しかし、毛沢東の共産党が勝利することによって、大陸中国は国家的無宗教となる運命となる。

### 中華人民共和国
中華人民共和国が1949年10月1日に樹立された。政府は無神論を公式に標榜し、宗教を封建主義や海外の植民地主義の象徴と見做して、政教分離の維持に努めた。しかし、文化大革命期の1966年と1967年には宗教抹殺政策へと変化し、宗教施設の大規模な破却が行われることとなる。
文化大革命が終焉した1970年代後半に入ると、こうした政策もかなり緩和され、爾来宗教的表現に対する寛容性が見られるようになった。1978年の中華人民共和国憲法の第36条では「信教の自由」が保障された。宗教的慣習に関する政策では、
市民が如何なる宗教をも信じたり信じていなかったりすることを、国家機関や公共組織、個人が強制してはならない。また、宗教を信じたり信じていなかったりすることを理由に差別をしてはならない。国家は通常の宗教活動を奨励する。
とあり、続けて、
何人も宗教を利用して社会秩序を乱す活動に参加し、市民の健康を害し、または国家の教育体制に干渉し得ない。
とされている。
1980年代半ば以来、仏教寺院や道観の大規模な再建計画が進んだ。近年では政府が仏教や道教に対する支持を表明し、2006年に世界仏教フォーラムを、翌年には道徳経に関する 国際フォーラム を主催した。このように、政府は両者を中国文化に不可欠な要素と見做している。
中国共産党は現在も無神論組織を標榜してはいるが、仏教、道教、イスラム教、プロテスタント、カトリックの5宗教を公式に許可（カトリックに関しては、歴史的関係があるにもかかわらずローマ・カトリック教会から中国天主教愛国会を分離）。ある程度は宗教組織に対する統制も存在する。 2007年10月、新法において宗教が市民生活の重要な要素として挙げられた。しかし、中国政府は、公衆衛生上の懸念から一部の宗教的活動や運動への禁止もしている。 2013年後半、中国共産党総書記の習近平は、「伝統的文化」が「道徳的空白」を満たし汚職と対峙するかもしれないという希望を述べた。

### 寺院経済
民俗宗教に基づく弾力的かつ多神教的社会が、如何に宋朝期の中国的特徴をもつダイナミックな草の根資本主義や、現代台湾の資本主義の発展に対して、下地をもたらしたかに関する研究がある。現地調査によれば、民俗宗教の復興運動も、「儀式経済」や「寺院経済」と共に、大陸中国の農村部における現在の経済発展の鍵となっている。

## 現状

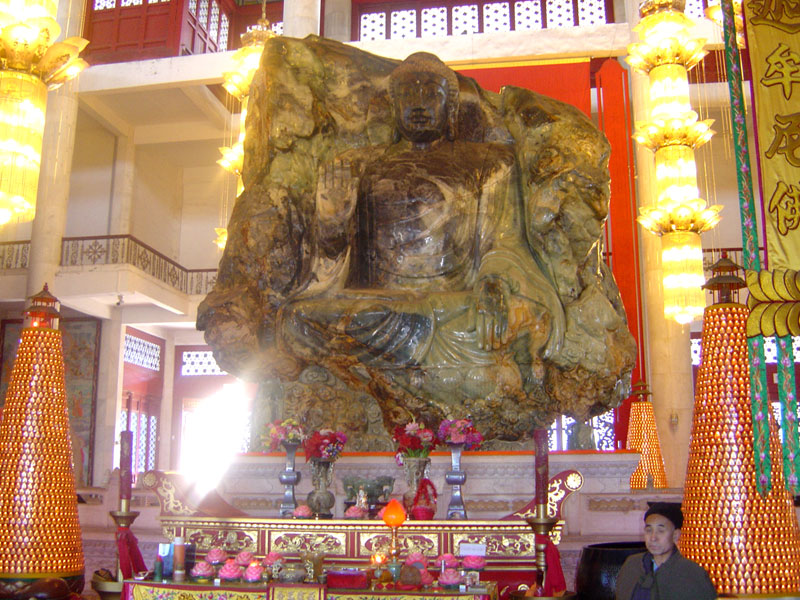
世界最大の翡翠像である鞍山玉仏苑（遼寧省鞍山市）

中国の仏教徒は全国にむらなく分散しているが、広東や福建といった華南の諸省では、正一教と深く混淆した民俗宗教の復興が最も目覚ましい。民俗宗教は他の全省でも見られ、多様である。華北ではほとんど全真教存在している。
四川省は天師道が発展し、張天師が主導権をもつ。キリスト教は、浙江省や安徽省といった東端の省や沿岸部の地域にほとんど集中。当該地域は太平天国の乱の影響を最も受けている。また、河南省でも信徒が見られる。
チベット仏教は、チベットや、チベット人の人口が多い西端の省の他、北部では内モンゴルにおいて最も有力な宗教である。そのうえ、漢民族の間にも徐々に影響を与えている。
イスラム教は寧夏など回族の地域や、新疆ウイグル自治区において多数派を占める。また、独自の伝統的な民族宗教（トンパ教など）を信仰する漢民族でない少数民族が多い。宗教としての儒教は知識人の間に普及。
共産党政府は公式に無神論を是認し、信教の自由をしばしば抑圧。このため、政府と諸宗教との間の関係は、かつては芳しくなかった。近年では宗教、なかんずく大乗仏教や道教、民俗宗教のような伝統宗教、にも門戸を開き、「調和社会」を築く上で宗教の役割を強調している。

### 中国の民俗宗教

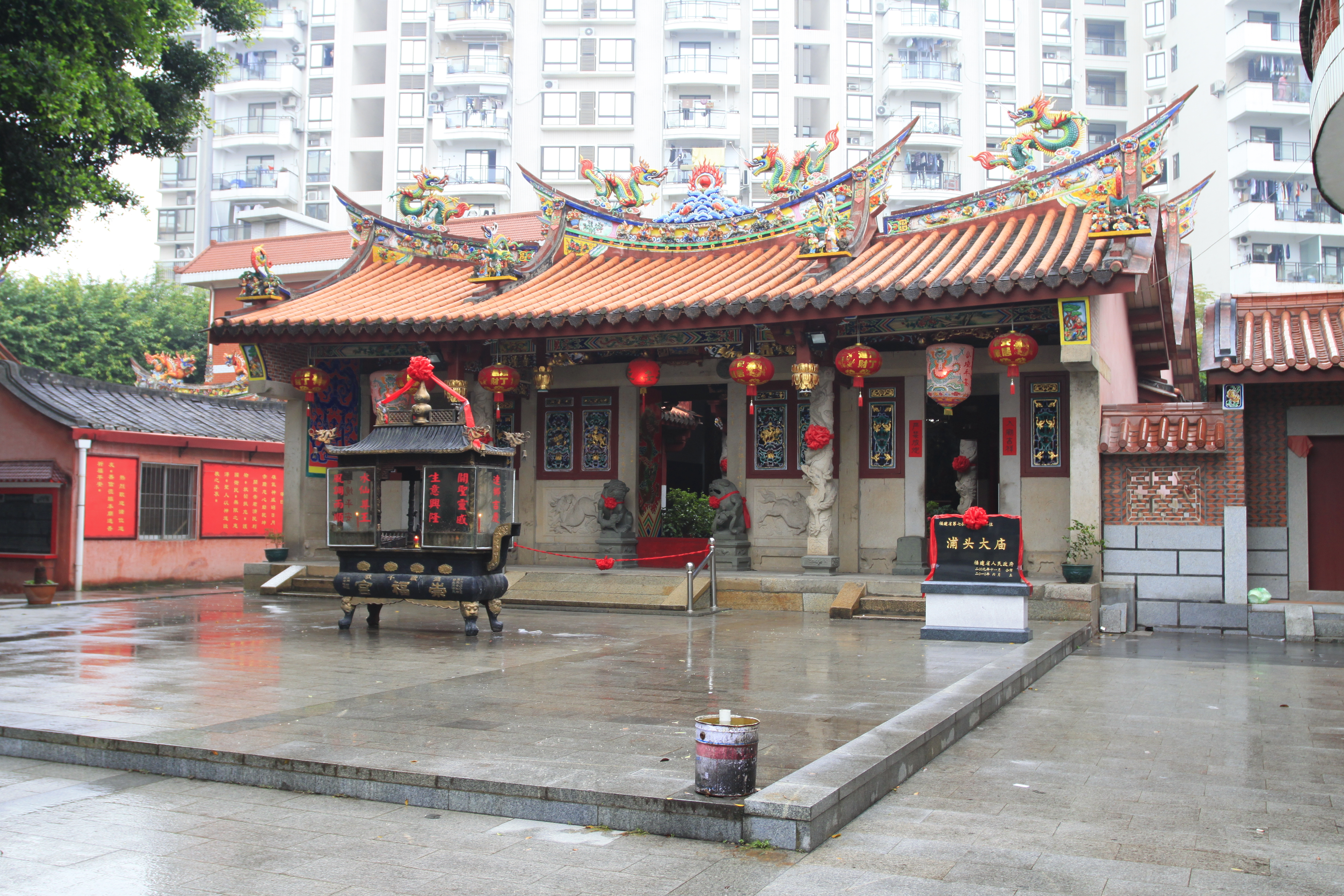
福建省漳州市の地元の神の聖堂

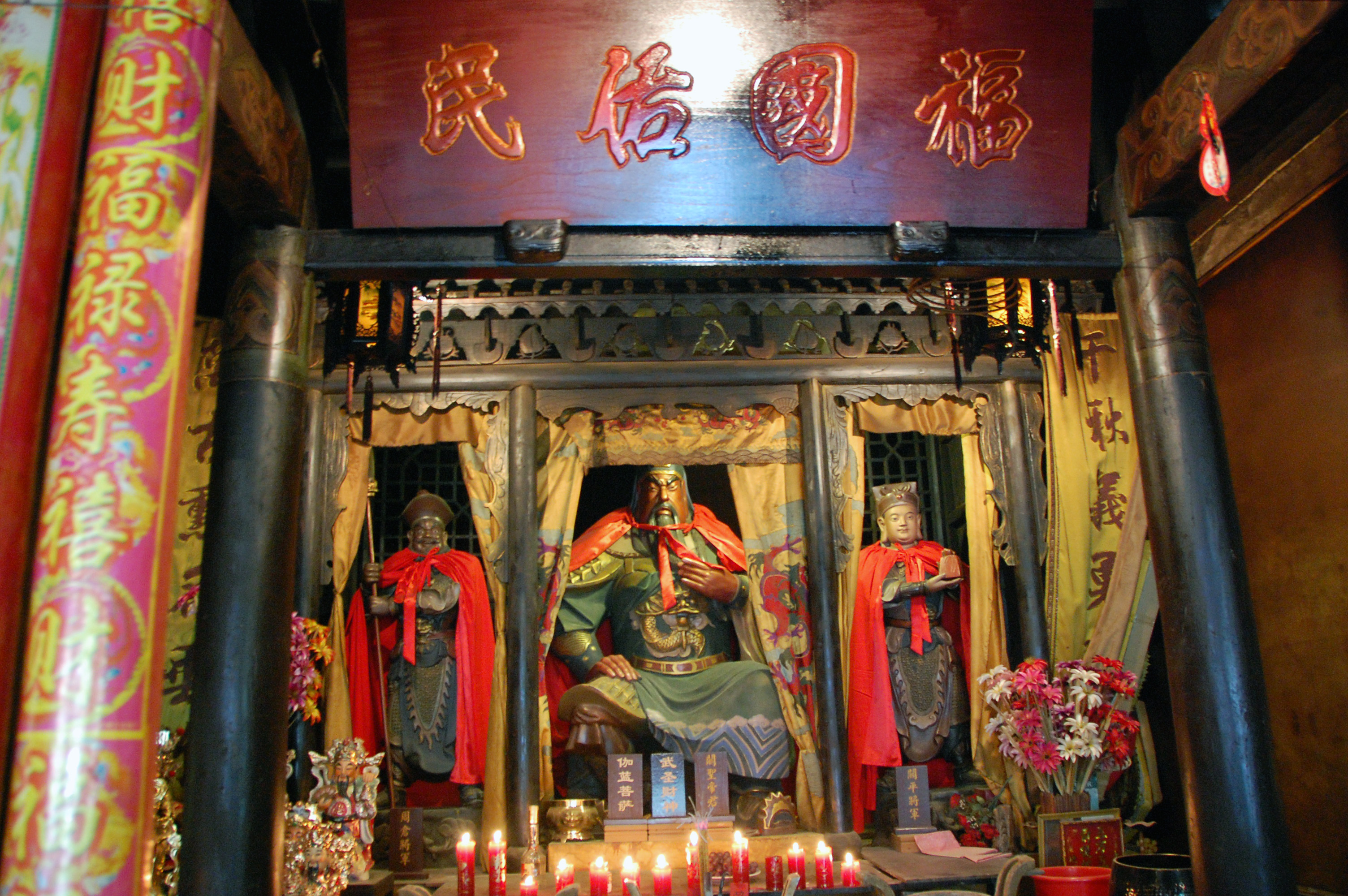
関羽の祭壇。山東省済南市の聖堂にて。

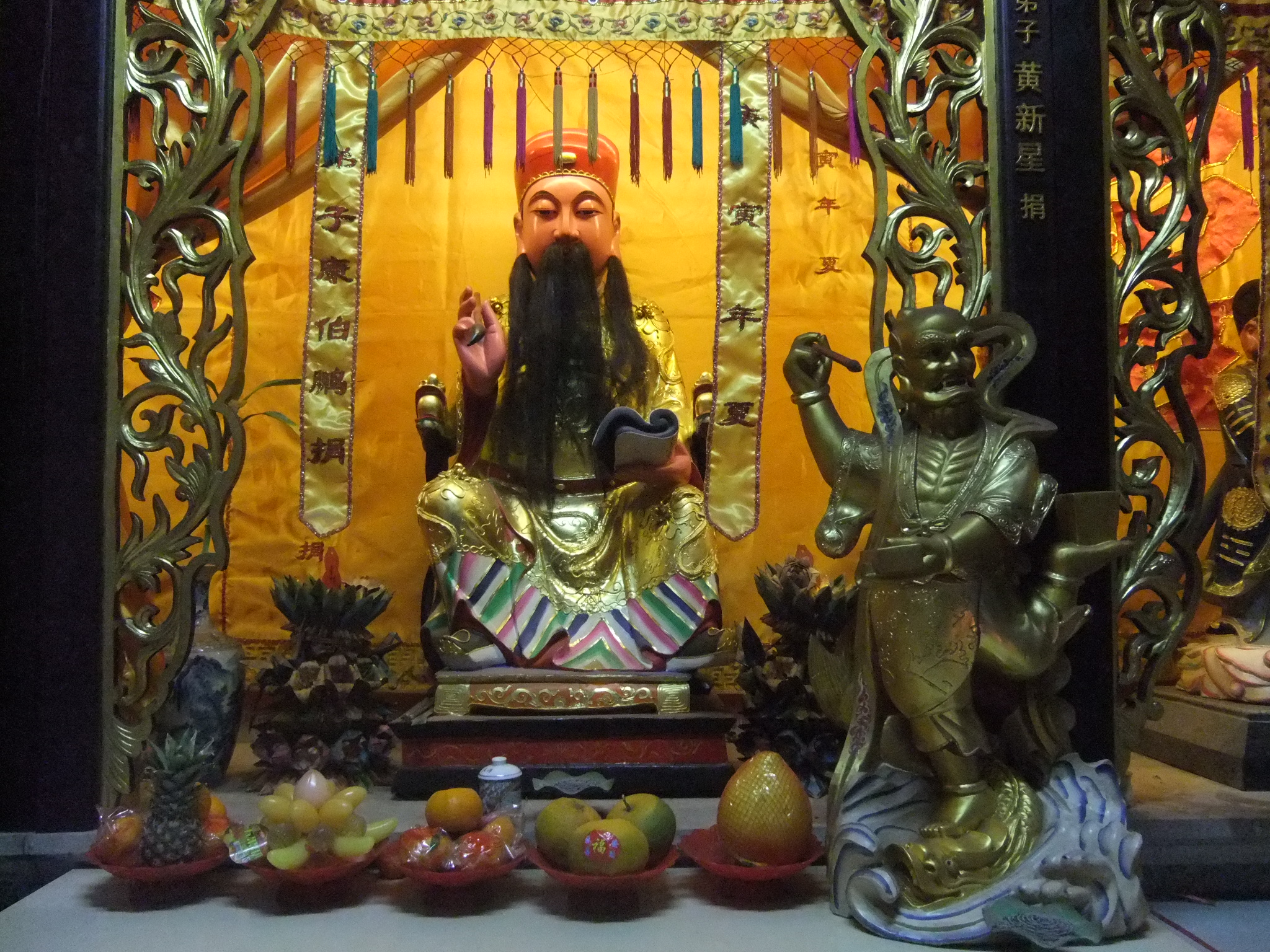
土地公の聖堂の内部にある祭壇。福建省泉州市にて。

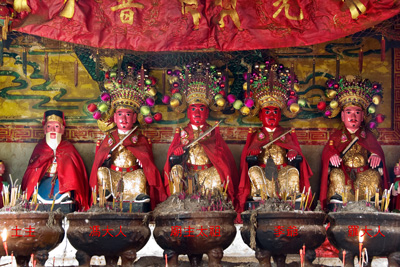
聖堂内部にある太祖像（神格化された重要な祖先）。広東省茂名市にて。

中国の民俗宗教（中国語簡体字：中国民间宗教または国民间信仰、ピンイン：Zhongguo minjian zongjiaoまたはZhongguo minjian xinyang）、あるいは神教 (英: Shenism、ピンイン: Shénjiào) は地元の宗教的伝統をまとめたものであり、今日までの文明史の大半において中国や漢民族の主流の信仰体系であった。民俗宗教は中国神話からなり、神 (shén) への信仰を含む。shénは、「神」「精霊」「意識」「元型」などを指し、自然神や血縁的な神、文化的英雄、半神半人、竜、祖先である可能性もある。
民俗宗教は、時として道教に分類される。というのも、数世紀にわたって、道教教団は地域の宗教を同化あるいは管理しようと努めてきたからである。儒教は伝統宗教の一部の側面、とりわけ祖先崇拝、を促進している。道教とは異なり、儒教（孔子やその戒律への信仰、天への信仰、儀礼、犠牲）に見られるその宗教的側面は、決して独立的・教団的形態はとらず、そのため神教の一部分として維持されている。
古い統計によれば、民俗宗教の信者は4億5400万人であり、すなわち世界人口の6.6%を占める。中国の民族宗教は世界における主な宗教的伝統の1つである。ピュー研究所による、より最近の統計では、中国における実践者は全人口の22%であった。2010年の調査ではより人数が多かった：754,000,000人 (56.2%) が祖先崇拝を実践し、173,000,000人 (12.9%) が道教を民俗宗教を不可分な水準で実践していた。中国の宗教は社会の眺望を反映しており、人によって異なる意味を帯びる。
太平天国の乱から文化大革命まで、中国史の直近の2世紀の間は厳しく弾圧されていたにもかかわらず、現在は復活を遂げ、中華人民共和国政府によって支援されている。その支援は特に、黄帝信仰など特定の崇拝において手厚い。
民俗宗教によって刺激される、精神面において弾力的かつ多神教的な中国社会が、宋王朝におけるダイナミックかつ草の根的な前近代の中国式資本主義と、現代台湾の資本主義との発展の下地をいかにしてもたらしたかを、学者たちは調査した。中国の民俗宗教と「儀礼経済」も、中国本土の農村部における現在の経済発展のカギとなる。

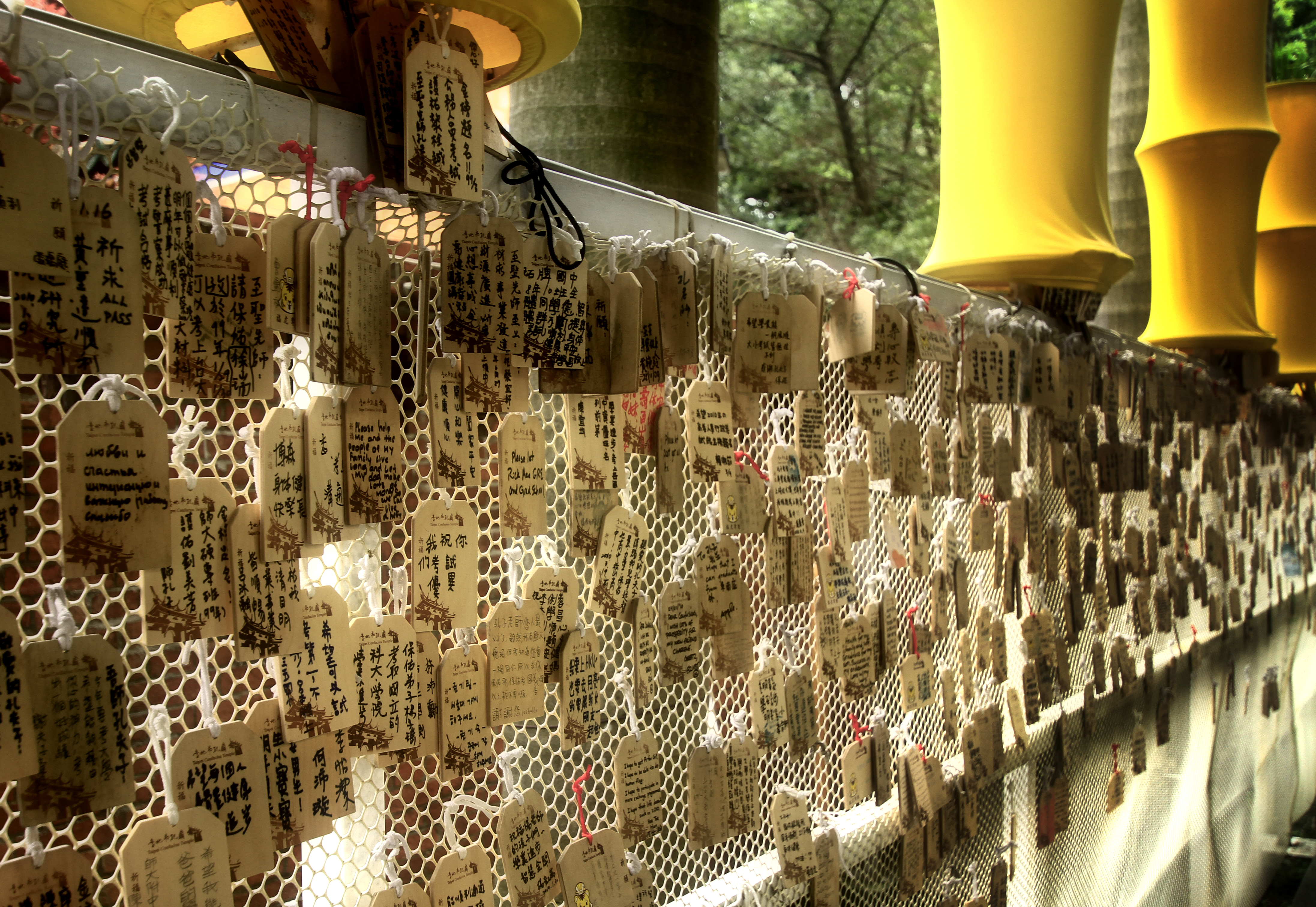
祈祷者の飾り板。孔子の聖堂にて。

### 仏教

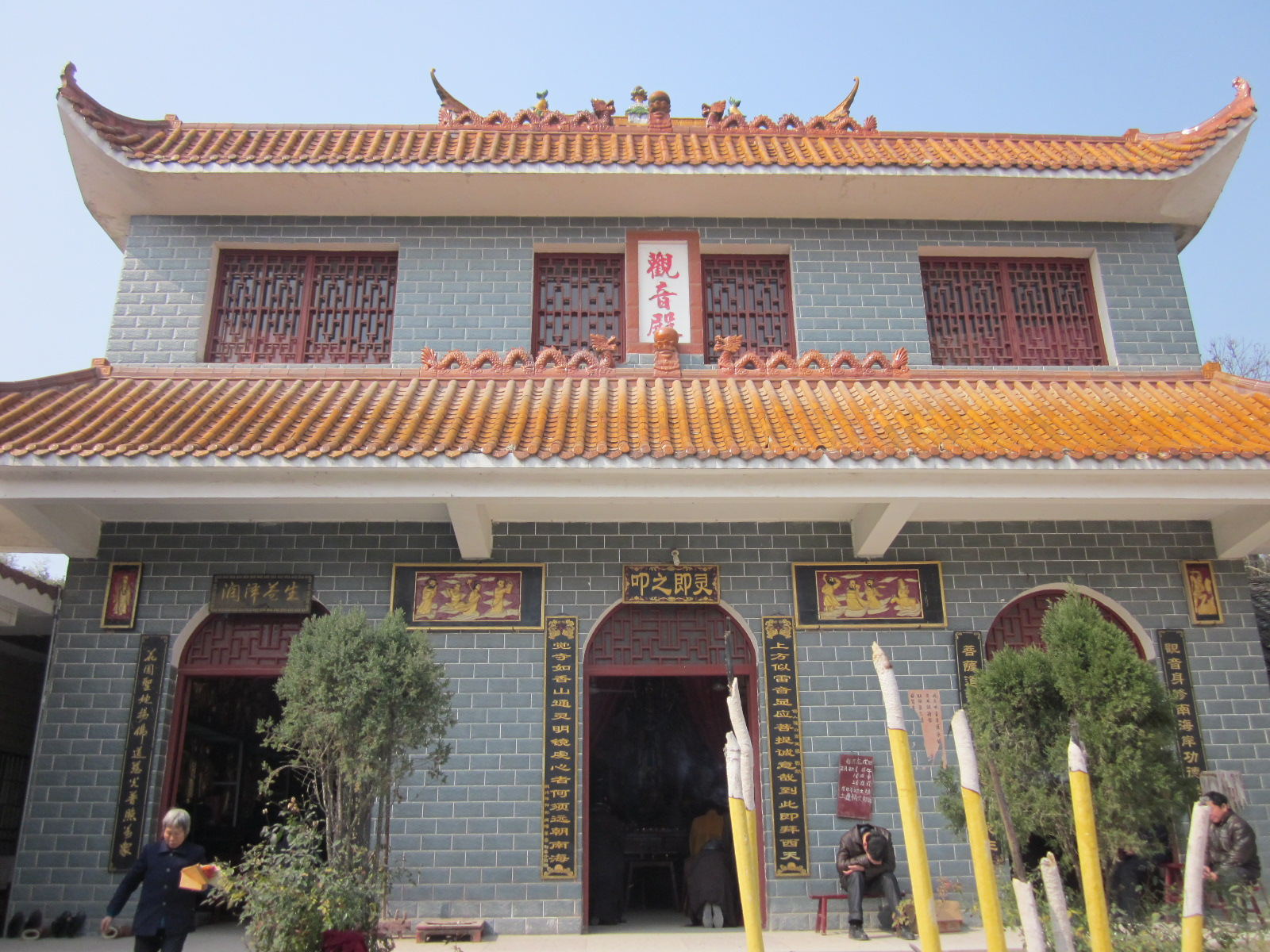
上流寺。湖南省長沙市にて。

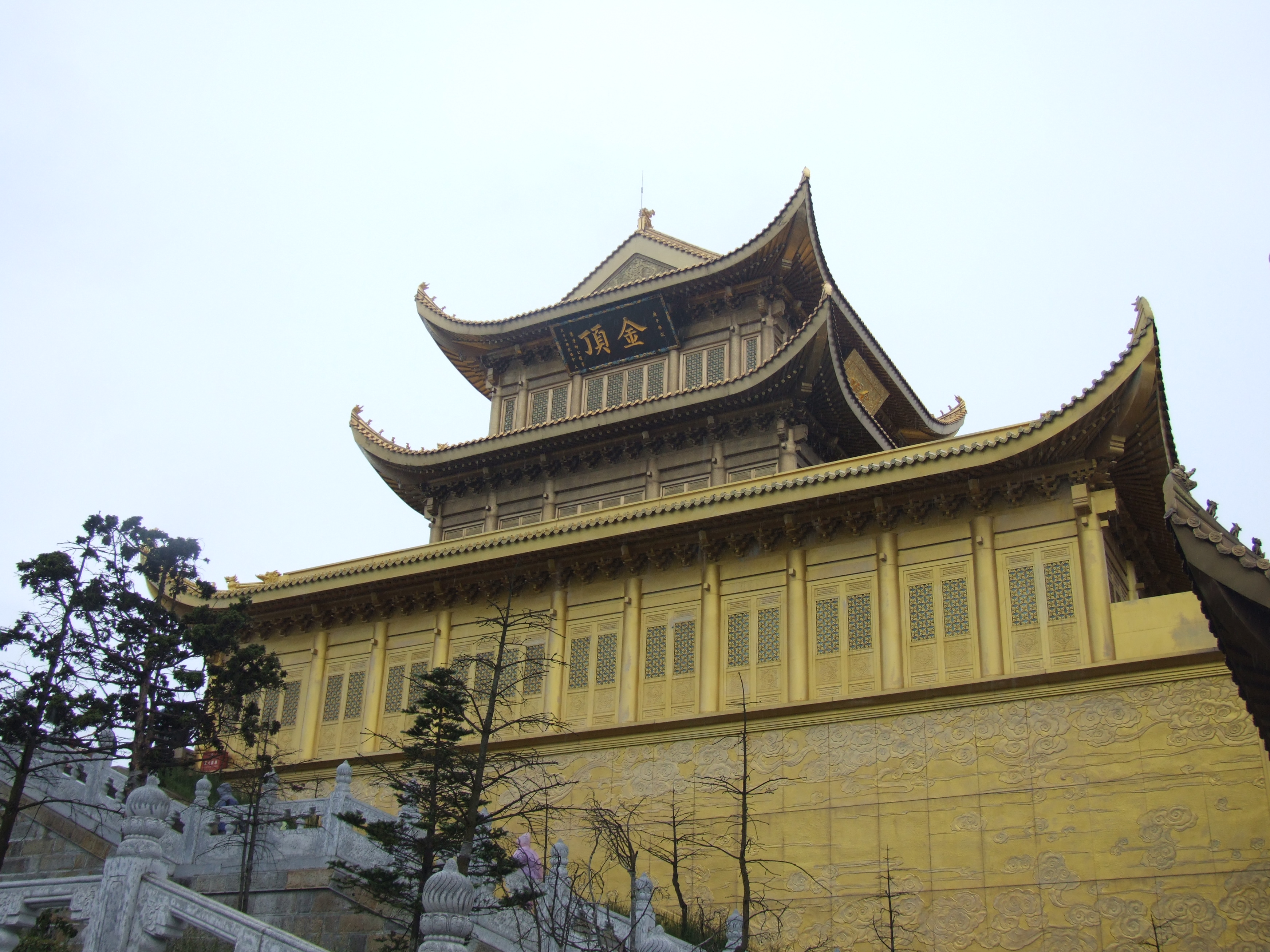
四川省峨眉山の金頂。峨眉山は中国四大仏教名山の1つである。

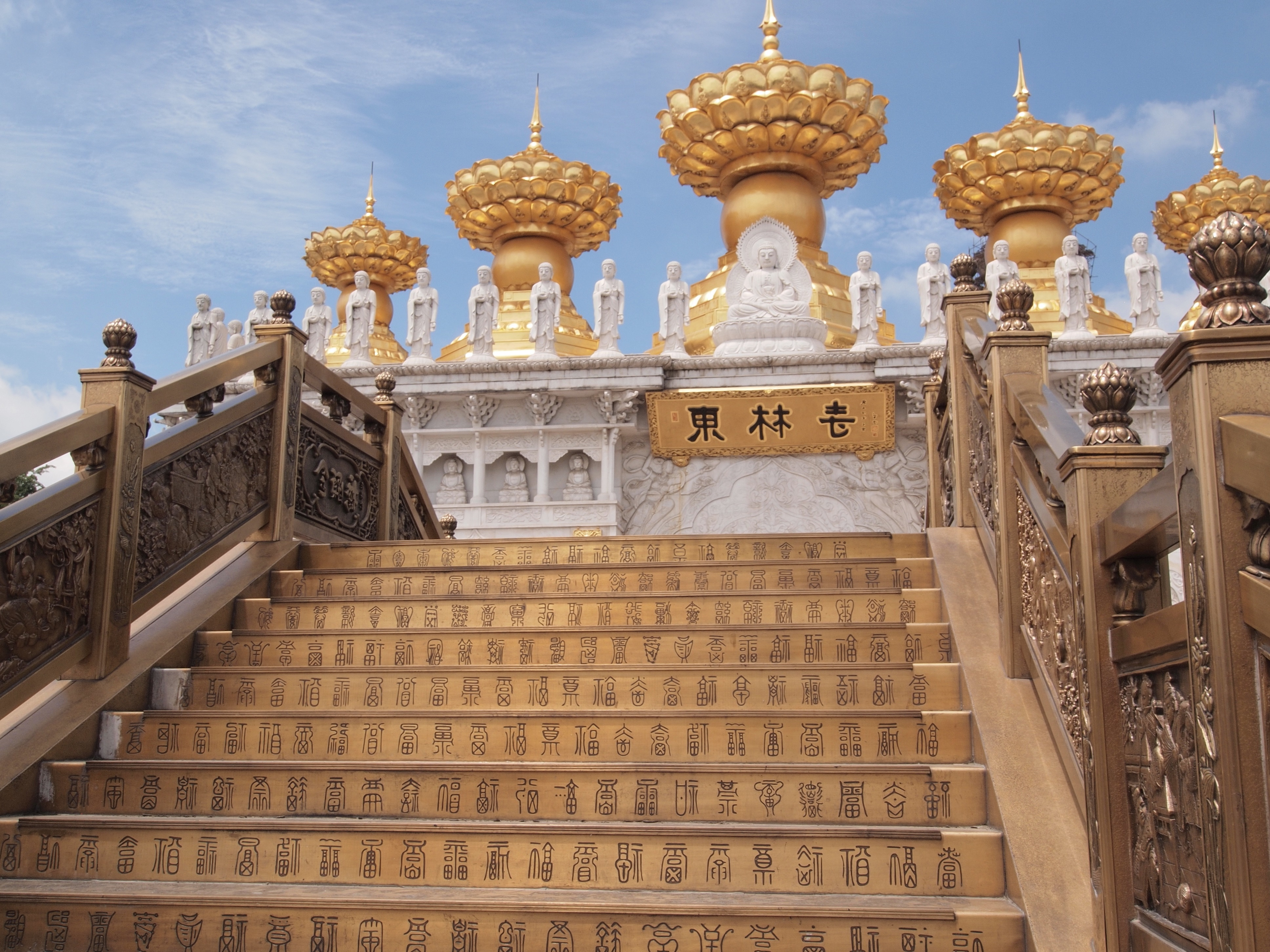
東林寺入口。上海にて。

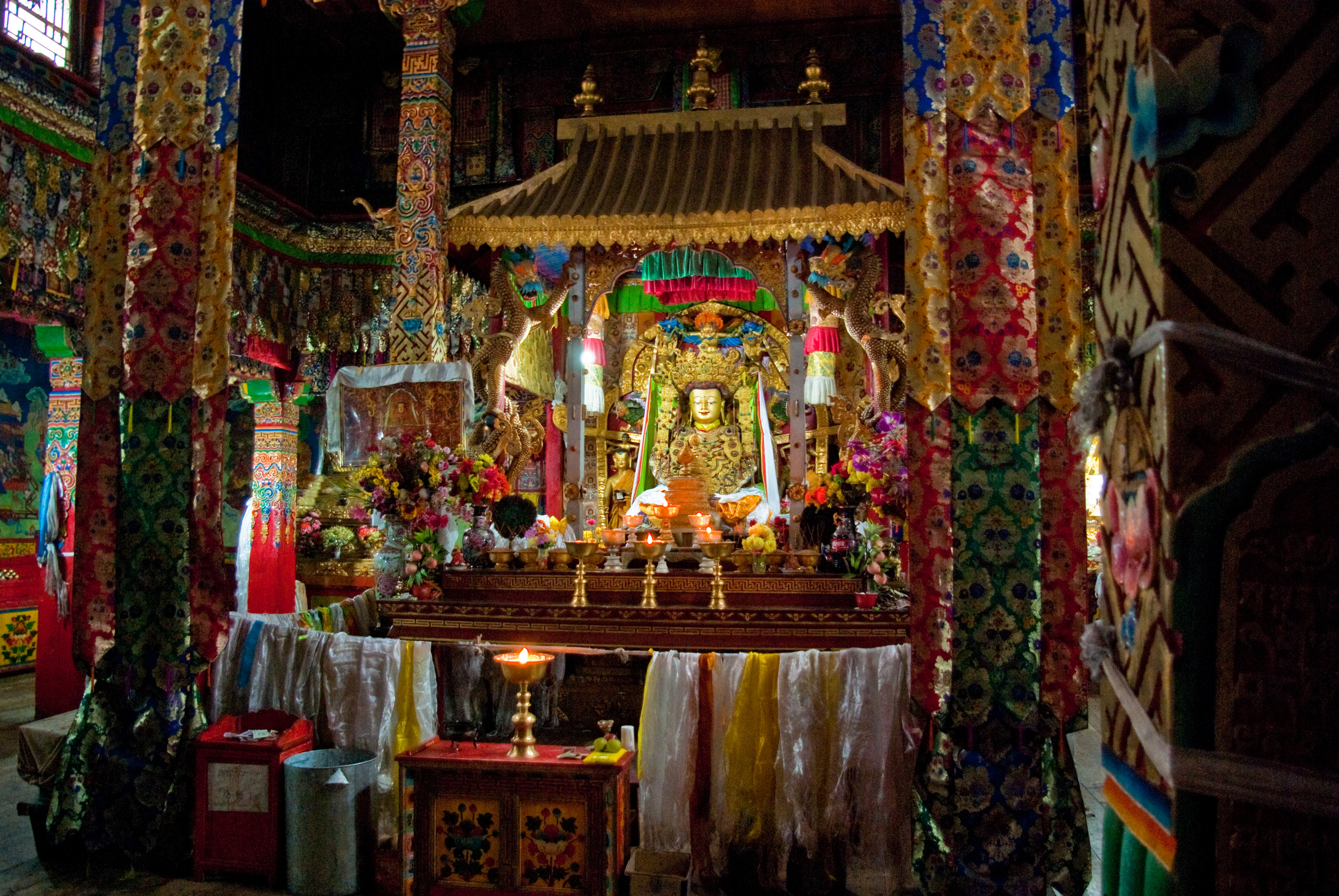
理塘県の僧院、チベット仏教の複合施設。

仏教 (Fojiao) は漢王朝の時代に現在のネパールから伝わった。伝統的には1世紀とされる。仏教はあらゆる階層の中国人の間で人気となり、庶民の間で敬服され、特定の王朝期には皇帝によって支援された。9世紀までには仏教教団が最も強力となり、道教教団を上回って政府の権限に対抗しうるようになったとみられる。
これがいわゆる会昌の廃仏を招き、仏教が抑圧された。迫害は苛酷であったものの、仏教は生き延びてその後の数百年間は再び繁栄した。南北朝時代や、隋、唐王朝、宋王朝など、一部の王朝期には重大な発展もあった。仏教は、中国文化や中国哲学、今日のポップカルチャーに深く埋め込まれている。
中国への仏教の流入は、特に道教との交流と習合に見られる 。初めは一種の「外来道教」と見られていたが、仏典は道教の語彙を用いて中国語に翻訳された。禅宗は特に道教によって形成されたものである。典籍や文章、さらには言語さえも懐疑する姿勢だけではなく、「現世」や献身的慣行、「一瞬一瞬」を大切にする道教的視点をも禅宗は取り込んでいる。唐の時代、道教は僧院や菜食主義、アルコールの禁止、空虚の教義を取り入れ、聖典を三部構成にまとめた。同時期、禅宗は中国最大の教派へと成長した。
仏教は全国民に受け入れられたわけではなく、特に紳士階級がそうであった。仏教のダルマは、保守的な儒教の感受性にとって異質で特異に思われた。儒教は社会の安定や秩序、強力な家族関係、実践的生活を奨励し、中国の役人は、いかにして僧侶の修行や個人の涅槃への到達が皇帝に恩恵をもたらすのか疑問を抱いた しかし、仏教と儒教は、数世紀にわたる対立と同化を経て、次第に和解していった。
1949年に中華人民共和国が樹立されると、仏教は禁じられて多くの寺院や僧院が破壊された。規制は1980年まで続いた。中国仏教協会は1953年に設立された。近年、仏教は人気を回復し、国内最大の教団信仰に戻った。仏教徒の人数は調査によって様々であるが、中国政府の古い統計では1億人であった。
今日、最も人気のある仏教の形態は、浄土宗と禅宗 (Chán) である。もっとも最近の調査では、全人口の18%から20%、つまり3億人であり、そのため信者が最も多い国である。第2位は日本であった。2010年の調査では、185,000,000人  (12.5%) が自分のことを仏教徒と考えているが、わずか17,300,000人 (1.3%) が正式な入信者であった。
仏教は、都市に住む専門職の成功者に好まれる宗教である 中国の仏教徒の大半が大乗仏教であり、その一方チベット民族やモンゴル族は伝統的にチベット仏教を奉じている。上座部仏教の小集団も、ビルマやタイ、ラオスと国境を接する雲南省や広西チワン族自治区など、南部の省の少数民族の中に存在する。
仏教は政府によって支援されている。高さ108メートルの南山海上観音聖像が2005年4月24日、香港やマカオ、中国本土から来た108人の様々な宗派の著名な僧侶と数万人の巡礼者とが参加する中で、安置された。代表団には、上座部仏教や密教の僧も含まれていた。 中国は、世界有数の高さの仏像を持つ国の1つである。
2006年4月中国は世界仏教フォーラムを開催し、2007年3月政府は仏教の聖山の採掘を禁止した。同年5月常州市で、世界で最も高いパゴダが建設され開かれた。2008年3月、台湾で設立された慈済基金会が中国に支部を開設することが認められた。
2010年、ゴータマ・ブッダの頭蓋骨の残り分が公開され、遺物（仏舎利）として南京の栖霞寺に安置された。1世紀半前に破壊された名高い歴史的パゴダが遺物を保管するために再建されている、2009年、ゴータマ・ブッダの指の骨が、世界で最も高いストゥーパに安置された。それは、陝西省の法門寺の境内に最近建てられた。
唐王朝の記録によれば、中国には釈迦牟尼の遺物が奉納されたアショーカ王のパゴダが19基あった。現在、そのうちの7基が判明したと信じられている。
しかし、チベット仏教が階級をめぐる対立と、第14代ダライ・ラマであるテンジン・ギャツォの後継者の問題とから、制限がいくつか存在する（彼は中国主催の世界仏教フォーラムに招かれなかった）。テンジン・ギャツォ ― チベット仏教の主流派であるゲルク派の精神的指導者であるだけではなく、チベットの伝統的政治的支配者と言われる人物である ― は亡命中であり、中国は現在独自のダライ・ラマ15世を選ぶつもりである。2007年8月、中国は、政府の許可がない、チベットの活仏の転生を禁じ、その結果テンジン・ギャツォの新たなゲルク派僧侶たちに対する影響力が制限された。

### 道教

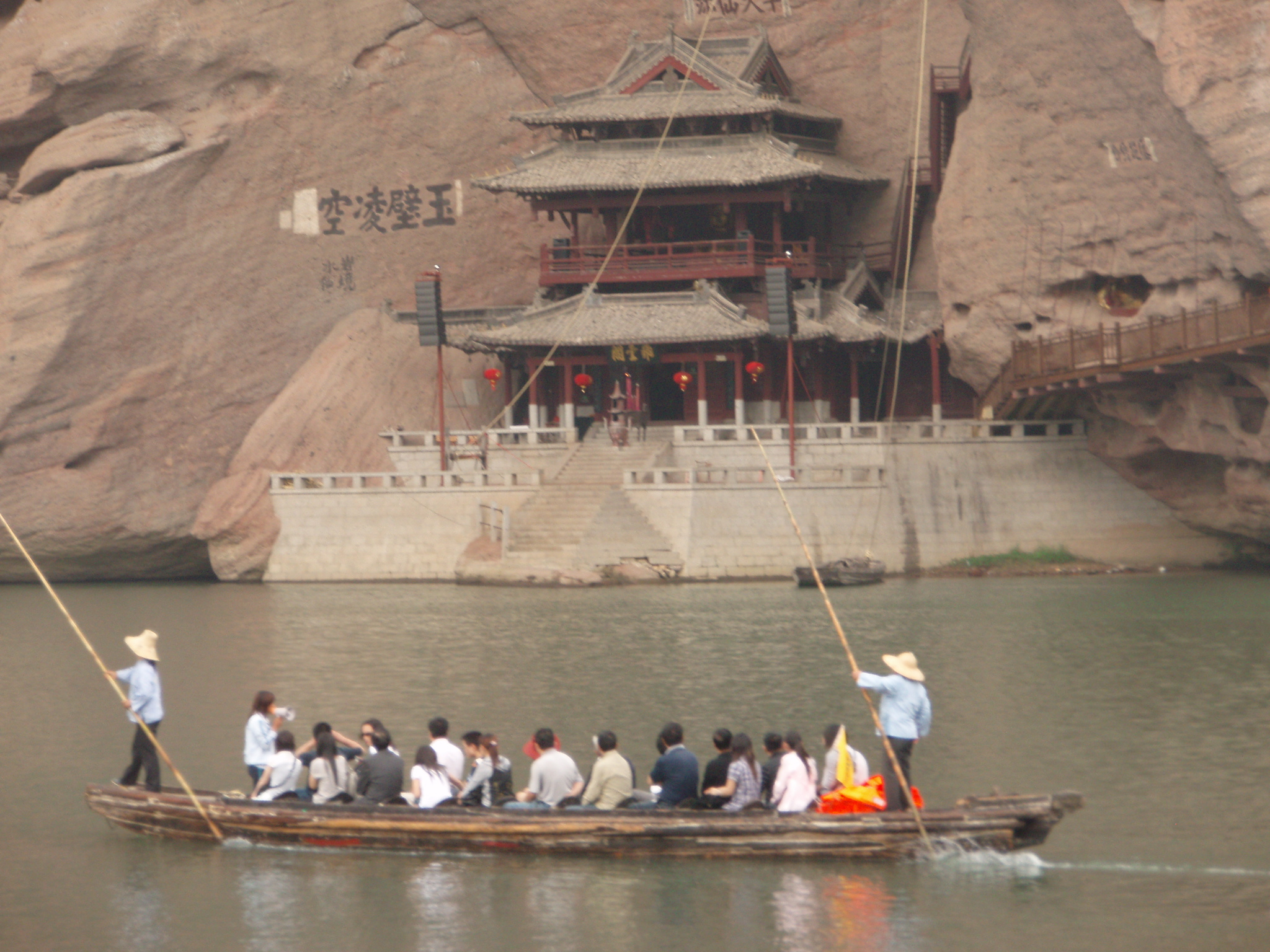
竜虎山の道教寺院。江西省にて

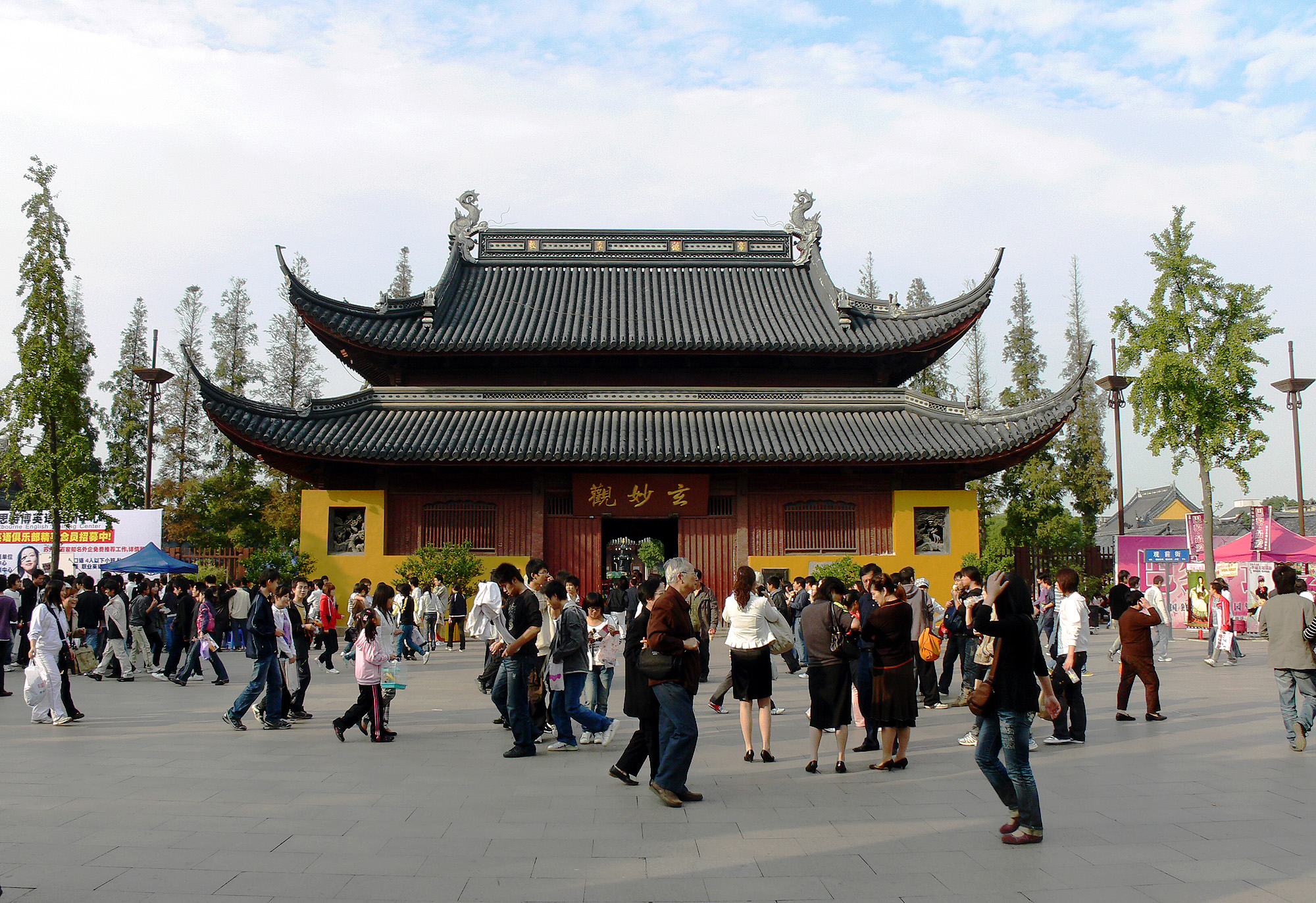
玄妙観。江蘇省蘇州市にて。

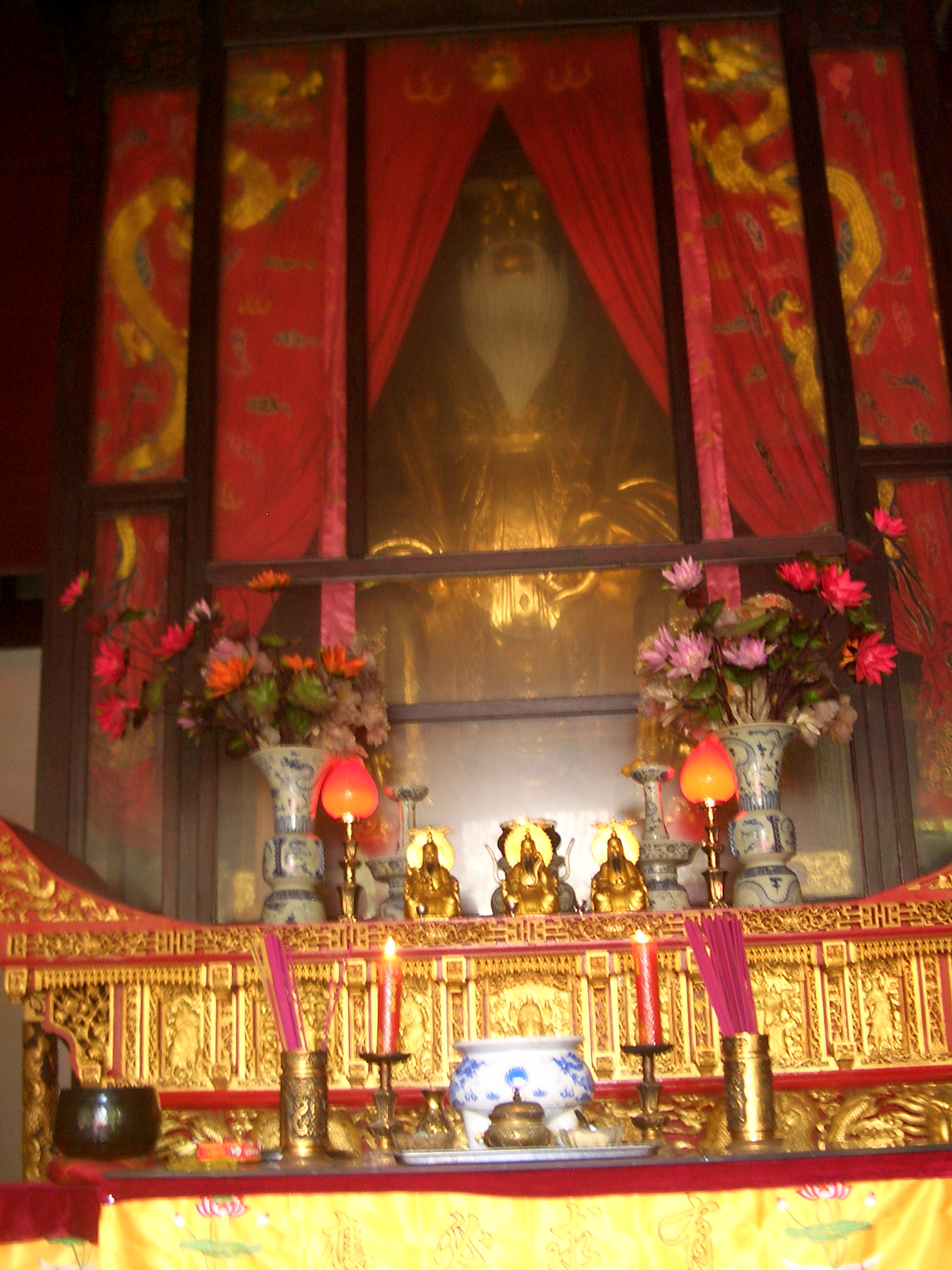
長春寺にある道徳天尊として神格化された老子と三清との祭壇。湖北省武漢にて。

道教 (Daojiao) は、多種多様な関連する哲学的・宗教的な伝統と概念を指す。それは、紀元前6世紀に中国で誕生し、伝統的には道徳経の編纂までさかのぼる。道徳経は賢人老子の著作であり、彼は次第に三清の道徳天尊として道士に敬われるようになった。道教思想は、健康や長寿、不老不死、無為、自然性に重点を置く。これらの伝統は200年以上にわたって東アジアに影響を与え、一部は国際的に広がった。
自然と祖先の魂とへの崇拝は、大衆的道教において一般的である。教団的道教はその儀礼を民俗宗教の儀礼と区別しているが、一部の道教専門家（道士）はそれを堕落と考えている。中国式の煉丹術や占星術、料理、複数の中国武術、中国伝統医学、風水、多種にわたる気功（呼吸鍛錬法）は、長い歴史の中で道教と絡み合っている。
道教が確立されたのは、東部後漢（25年から220年）の時代であった。南北朝時代（386年から589年）に、玄学がライバル関係の仏教から概念と方式を借用した。政治的理由から支援した皇帝もいたうえ、多くの教養ある男女がその美と力から魅了された。道教は唐（618年から907年）から北宋（960年から1127年）にかけて白銀時代 (silver age) を迎えた。この時期は分派が多く現れた。道教寺院や道教体得者が中国じゅうに広がった。元（1271年から1368年）ののち、道教は2つの主流教派に分裂した：それは、全真教と正一道である。
道教は支配者の支援によって次第に発展した。しかし、明王朝の時代（1368年から1644年）内乱によって道教への力と支援が弱まった。清（1644年から1911年）のときは、満州族の支配者がチベット仏教を受容し、道教への関心が失われた。1949年以降、中華人民共和国は、伝統的漢方の使用など道教と関連した一部の実践術を認める一方、道教を社会主義的再建に有害であると考えた。1956年、国家的組織の中国道教協会（と各省各市の支部）が道教活動を管轄するために設立された。
文化大革命期は（他の全宗教と同様に）禁じられたが、道教は現在復活を果たしている。2010年の調査では、道教には12,000,000人（人口の0.8%）の入信者が厳密に「道士」のみであり、他に173,000,000人 (13%) が民俗宗教を道教のフレームワークで（道教の教義や慣習を受容して）実践していた。
2007年4月、中国は「道徳経に関する国際フォーラム」を開催し、その間、著名人や政府高官は、中国文化の土台の1つである道教を支援する意思を表明した。道教の聖職者たちはその精神性を世界中に広めるために伝道体系を組織化しようとしている。

### 儒教
儒教（学者たちの宗教）あるいは孔教（孔子の宗教）という宗教は比較的新しく、未だ数の上では小さな現象であって中国のインテリゲンチャに限られる。それにもかかわらず、学問によく組み込まれており、近年では大きな影響力をもつ。
儒教が宗教であるか否かは100年以上議論されてきた。儒教の宗教的側面には、孔子とその弟子たちを祖先崇拝する聖堂の建立、天への知識と崇拝、儀礼と生け贄が含まれる；しかし、何世紀をへても儒教は決して道教のような公式教団のような構造を発展させることはなく、その宗教的側面は決して中国の民俗宗教から分離しなかった。
2003年以降、議論は転機を迎えたようである。多くの知識人層や学生が儒教へ改宗し、儒教が知的な力を強めている。彼らによるますます多くの影響力をもつ運動が、儒教を宗教（そして民俗宗教から独立した儒教自身の運動）へと変貌させ、中国政府に認知させて、そして儒教を公式の国教にしようとさえしている。学者の楊鳳崗 (Fenggang Yang) はこの運動を「儒教原理主義」 (Confucian Fundamentalism) と呼んでいる。
2003年、知識人層の儒家である康暁光 (Kāng Xiǎoguāng) は文化ナショナリズム的宣言を発表し、その中で4つの提言をしている：
1. 儒教教育を小学校から高校まで、公教育の全段階に導入しなければならない
2. 国家は法律を制定し、国教として儒教の地位を確立させなければならない
3. 教義、儀礼、組織、礼拝所、および活動拠点の標準化と発展を通じて、儒教を庶民の日常生活に取り入れなければならない
4. NGOを通じて儒教を広めなければならないthe Confucian religion must be spread through NGOs.

全ての提言が次第に実施されているようである。2004年に「甲申文化宣言」が発表されて以来、知識人層は中国の伝統文化への回帰を求めている。政府はそれ以来中国の伝統的な宗教、休日、祭典の復活を支援している。2005年に儒教研究センターが設立され、宗教としての儒教を批判していた学者はその影響力を失った。また、2005年に国学 (guóxué) が学校教育の全段階において実施され始めた。2006年以降は儒教の「テレビ伝道師」(elevangelists) さえも、民衆によく受け入れられ、テレビに表れ始めた。
もっとも熱狂的で文化的なナショナリストかつ保守主義者である「儒教原理主義者」たちは中国儒教文化の独自性と優位性を公言し、中国における西洋文化の影響に対抗する大衆の心情をいくらか生み出している 2011年1月、天安門広場で孔子像の除幕式が行われた。

### 少数派宗教および神秘主義信仰

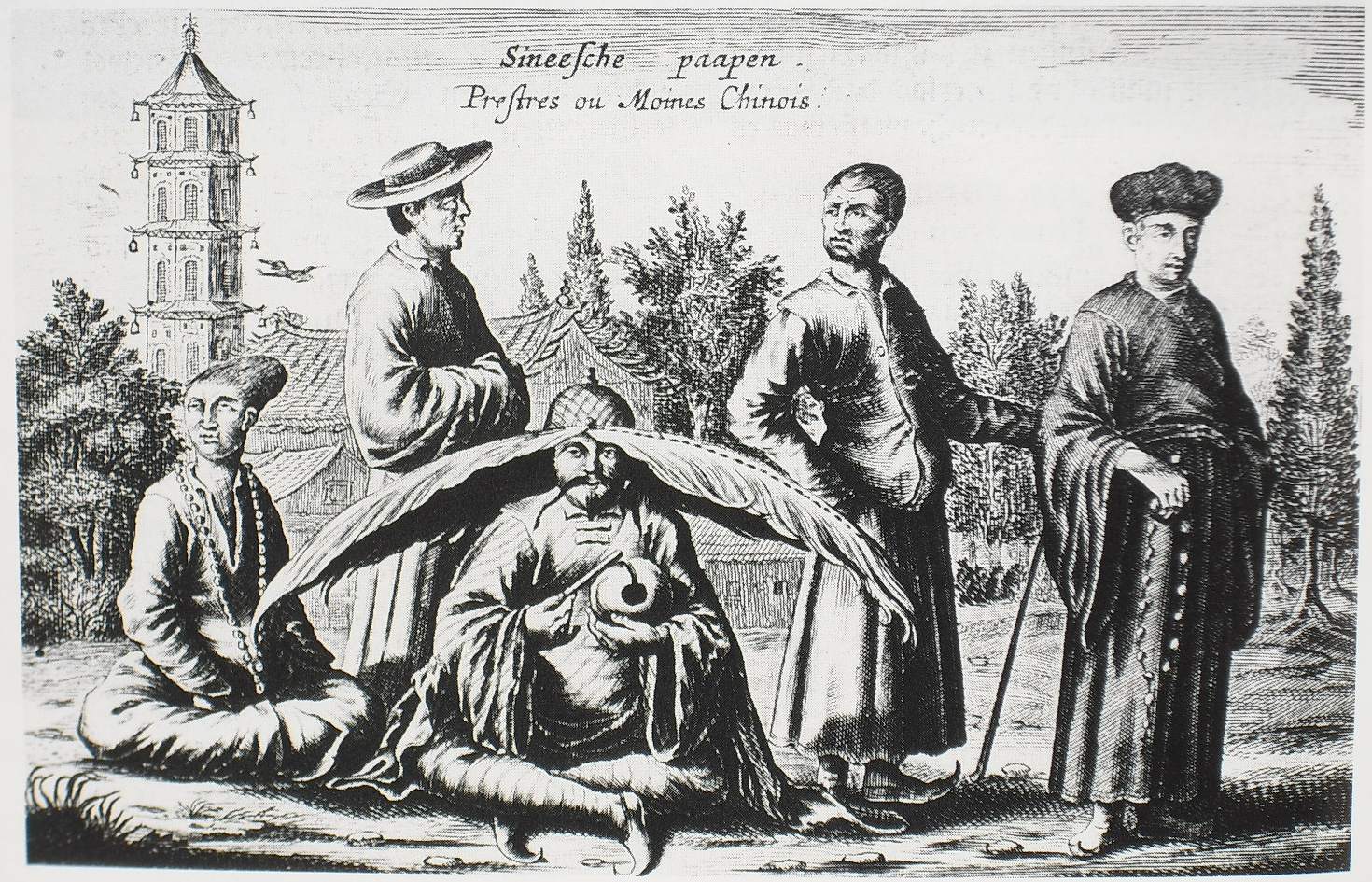
Johan Nieuhofが見た、僧侶など様々な中国の聖職者 between 1655 and 1658.

一部の少数民族は、固有の民族宗教（チワン族のモ教, 儒教, トンパ教, ボン教）を実践している。多数の新宗教や分派（例えば天道や法輪功など）は、「民俗宗教」や「民俗道教」の実践者の大部分を占める可能性がある。
Adherents.comにおけるPhil Zuckermanによる1993年の調査では、中国の人口の59%が無宗教であり、8%から14%（1億人から1億8,000万人）が2005年時点で無神論であった。信者をカウントしようとするには本質的な課題のみならず、中国固有のものもある。Phil Zuckermanによると、「反応率の低さ」「無作為でないサンプル」「不都合な政治的・文化的環境」はすべて、特定の地域における敬虔な信者の正確な数を確定するときに、やっかいな問題となる。同様の困難は、信者を分派ごとに分類しようとするときにも生じる。これらの問題は、2つの理由から特に中国に関連する。第一に、中国の複数の重要な信仰体系が「宗教」を構成しているか否か現在も議論が続いている。Daniel L. Overmeyerが書いたように、近年は「儒教の宗教的側面の……新たな賞揚が、儀式的活動おいても、道徳的秩序の根源に対する内的探求においても、存在している」。中国の信仰体系の多くが、神聖、かつ場合によっては霊的な自然世界に関する概念をもっているが、必ずしも人間的な神を連想しないのである。
2012年中国家庭追跡調査 (CFPS) が、漢民族が多数派である25省で実施された。対象は中国の全人口の95%である。自治区である香港やマカオ、新疆、内モンゴル、チベット、寧夏、および青海省と海南省は除外した。その結果、これらの省の人口のわずか10%しか教団的宗教に属していなかった：仏教徒が6.75%、1.89%がプロテスタント、0.54%が道教徒、0.46%がイスラム教徒、0.41%がカトリックであり、0.40%が他宗教の信者だと申告した。回答者の90%が自分を「無宗教」と考えているが、調査員たちの見積もりでは、全体のわずか6.3%が完全なる無宗教（神や精霊を信じたり崇拝したりしていない）であるとされる。調査員たちの仮説では、回答者の多くが、宗教と「信仰している」の意味とに偏った理解があるかもしれないと考えられている。また、5カ所を選定して詳細な分析が行われた：その地域は、上海、遼寧省、河南省、甘粛省、および広東省である。河南省は、キリスト教徒の割合が他の省よりも多くおよそ6%であった。仏教徒はより若く、より高等の教育を受けている傾向がある一方、キリスト教徒はより高齢で、非識字の可能性がより高かった。また、仏教徒は概して富裕層である一方、キリスト教徒はほとんど人口の最貧困層に属していた。

## 漢民族以外の固有宗教
漢民族が神教を実践しているだけでなく、多種多様な少数民族が固有の宗教を持っている。中華人民共和国政府は少数民族の固有の宗教を、文化と民族アイデンティティーの中枢的表現であるとして奨励・保護している。

### チワン族のモ教
モ教は、広西チワン族自治区に住むチワン族の伝統宗教である。チワン族1,800万人のうち80%から90%が奉じている。 モ教は、Buluotuoという創造神を中心とする多神教的・一元論的・シャーマニズム的な宗教である。信仰は、Buluotuo叙事詩という聖典と神話に集文化されている。同系統のプイ族も同じ名前できわめて類似した宗教を信仰している。

### イ族のビモ教
ビモ教は、雲南省において漢族に次いで多いイ族の固有宗教である。その名は、「ビモ」という、イ語と聖典に精通する人物でもあり、特徴的な黒いローブと大きな帽子を身に着けているシャーマン・聖職者に由来する。1980年代以降の中国の宗教規制の緩和や1996年のビモ文化調査センター設立に伴い、ビモ教は復興を遂げた。2010年代前半、中国政府は大規模寺院や儀礼的複合施設の建設を通じて、ビモ教信仰の復興を支援している。

### チベット族のボン教

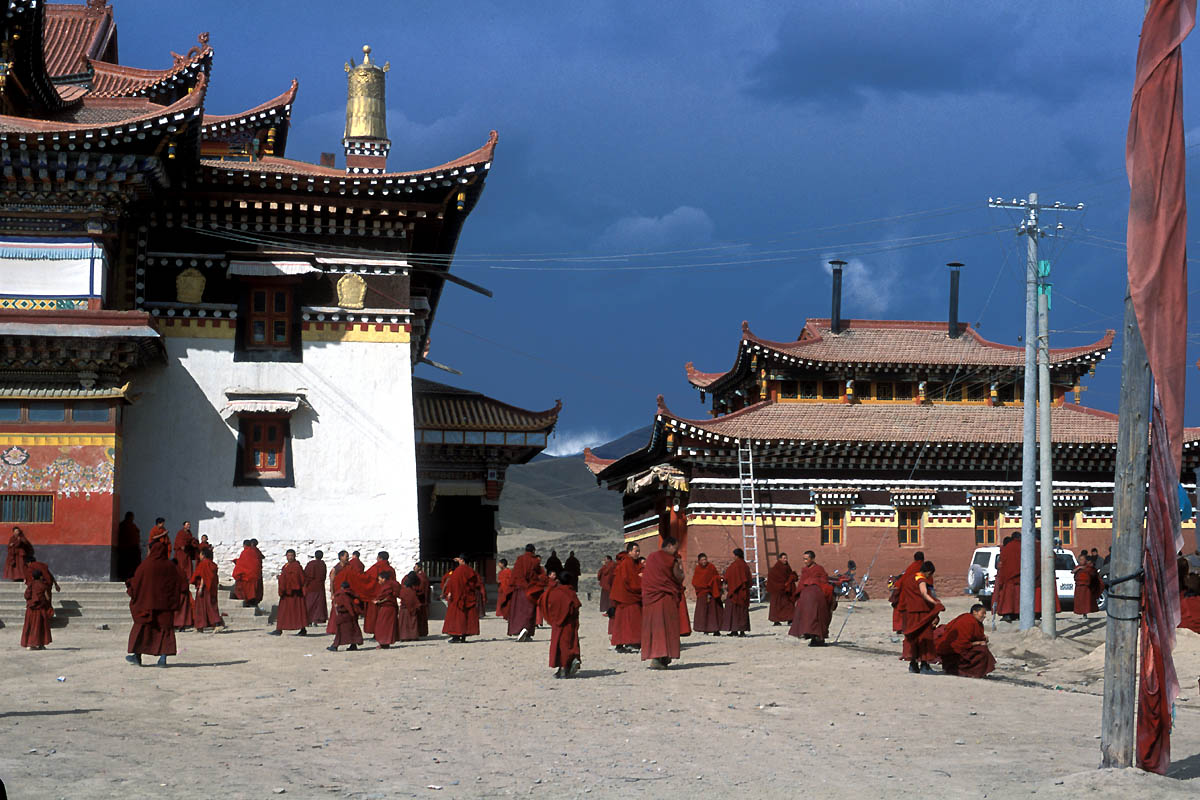
ボン教僧院のナルシ・ゴンパ（朗依寺）、四川省アバ県にて。

ボン教（チベット語：བོན་、中国語：苯教Benjiao）はチベットで最も古い精神的伝統であり、仏教の需要以前は主流であった。伝統的には、神話上のシェンラプ・ミウォが創始したと考えられている。仏教の伝播に伴い、仏教の様式や図像、聖職者の体系を取り込む一方、顕著な伝統は維持した。同時に、もともとの仏教と結びついたボン教は、チベット仏教を誕生させた。チベット人の10%はボン教を報じているとみられる。

### モンゴル族のシャーマニズムとチンギス・ハーン信仰

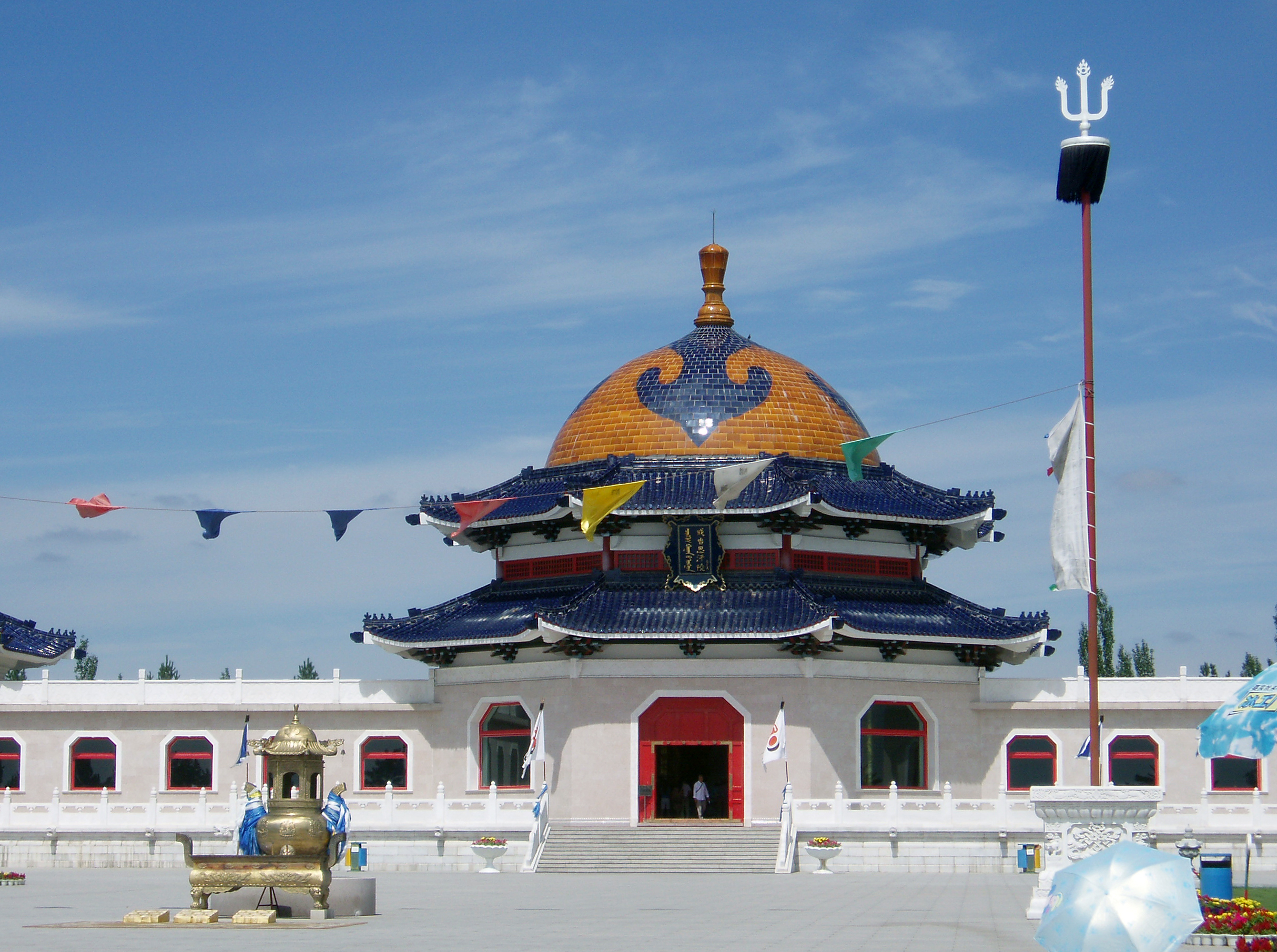
チンギス・ハーン崇拝の聖堂の1つであるチンギス・ハーン陵。内モンゴル自治区オルドス市にて。

モンゴル族のシャーマニズムは中国に住むモンゴル族の多くが実践している。彼らのほとんどは内モンゴル自治区に住み、チベット仏教を信仰していることも多い。チンギス・ハーン信仰もモンゴル人の間で人気である。この信仰はモンゴルの伝統的シャーマニズムに特有であり、なぜならチンギス・ハーンという英雄的祖先をテングリ（天）との仲介人とみなしているからである。この信仰の重要な中心地は、オルドス市のチンギス・ハーン陵である；この他にも、この信仰に関連する聖堂が内モンゴル自治区や中国北部に点在する。

### その他
本主教（ピンイン：Běnzhǔjiào）は雲南省のペー族の固有宗教である。本主教では、ngel zex（ペー語で主の意、中国語では本主benzhuという）を信仰する。ngel zexとは、ペー族の現地の神々や神格化された祖先である。したがって、中国人の伝統宗教ときわめて類似している。
トンパ教（東巴教Dōngbajiào）はナシ族の主要宗教である。ナシ族の3分の2（30万人のうちの20万人）がトンパ教信者。である。トンパ教の慣習とボン教の慣習が深く類似していることから、トンパ教は、ボン教徒がナシ族地域に定住して布教をした、およそ11世紀か12世紀に発生したと思われる；トンパ教は次第にボン教とナシ族固有の信仰とが融合して発展していった。トンパ教徒は、ShvあるいはShuと呼ばれる竜と蛇とのキメラの形をした、自然と祖先を崇拝する。
チャン族（20万人でその大半は四川省北西部に住む）の伝統宗教は、Ruismである。Ruismは多神教的・一元論的宗教であり、祖先崇拝と自然崇拝を中心とする。Ruismの神学体系では、MubyaseiあるいはShan Wangと呼ばれる最高神である「天の神」、5柱の主たる神、これらに次ぐ12柱の神、さらに木や山の神々が存在する。白い石はチャン族の象徴として用いられる。
Ua Dab（ミャオ語で「神への崇拝」を意味する）はモン族のほとんどが信仰するの宗教である。アニミズム的シャーマニズム的類型、汎神論的神学体系の宗教であり、神・精霊への信仰・意思疎通と祖先崇拝とを中心とする。その歴史を通じてUa Dabは、道教やそれより広汎の中国文化、特に宇宙の影響力のパターンとその力に従って生きていく必要性とに対する強調、から神学的・儀礼的要素取り込んだ。
ヤオ族は道教の分流を信仰している。ヤオ族は13世紀に道教を受容して、その聖典を中国語からヤオ語に翻訳し、自分たちの文化や祖先崇拝に取り込んだ。その結果、ヤオ族の道教はヤオ族の文化に厳しく限られるが、同時に、その万神殿は中国の道教よりも保守的であるため14世紀から異なる進化を遂げた。
満州族のシャーマニズムは、現在も一部の満州族が実践しているが、大半は仏教・中国宗教の実践者か無宗教かのいずれかである。清朝では重要な役割を果たしていた。シャーマニズムには祖先崇拝が含まれており、その理由は、満州族のシャーマンが捧げる対象とする全ての精霊は、一族の始祖の精霊であると彼らが信じているからである。

## アブラハムの宗教

### キリスト教

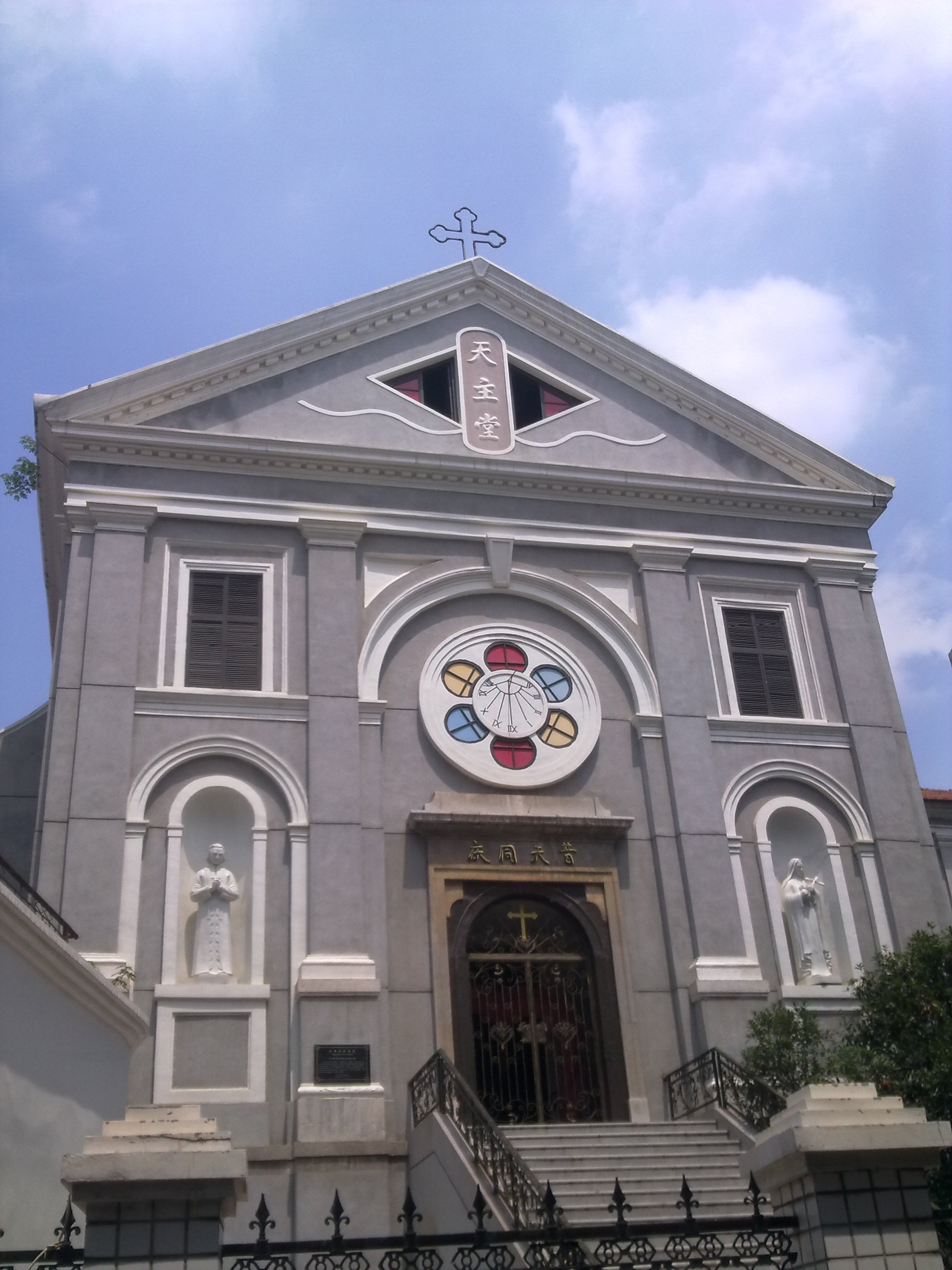
花園山聖家堂（カトリック）。湖北省武漢市にて。

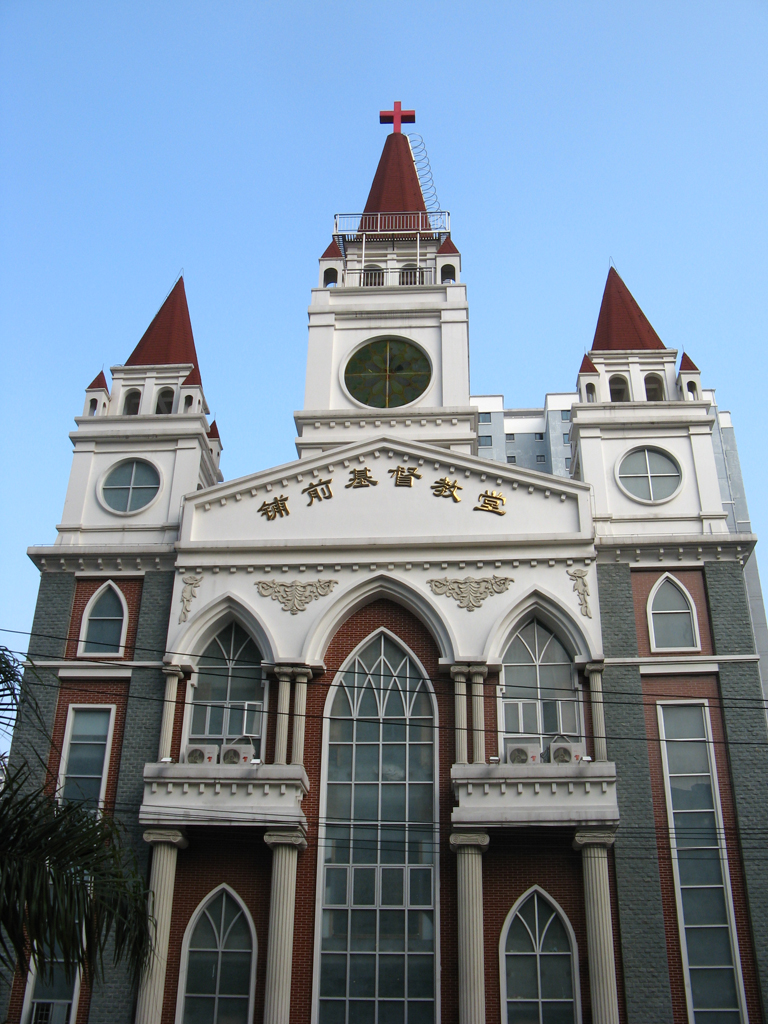
鋪前基督教堂（プロテスタント）。福建省福州市にて。

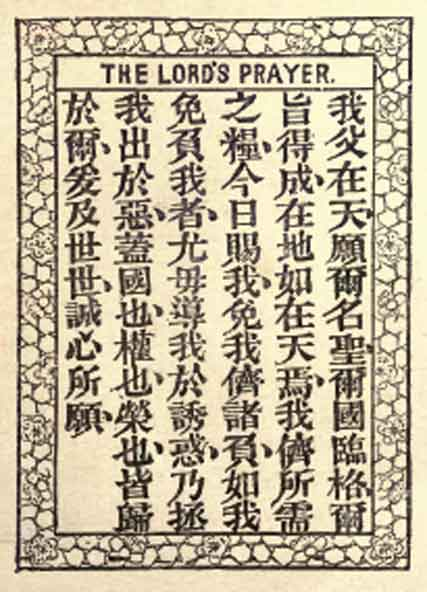
文語中国語による主の祈り。1889年

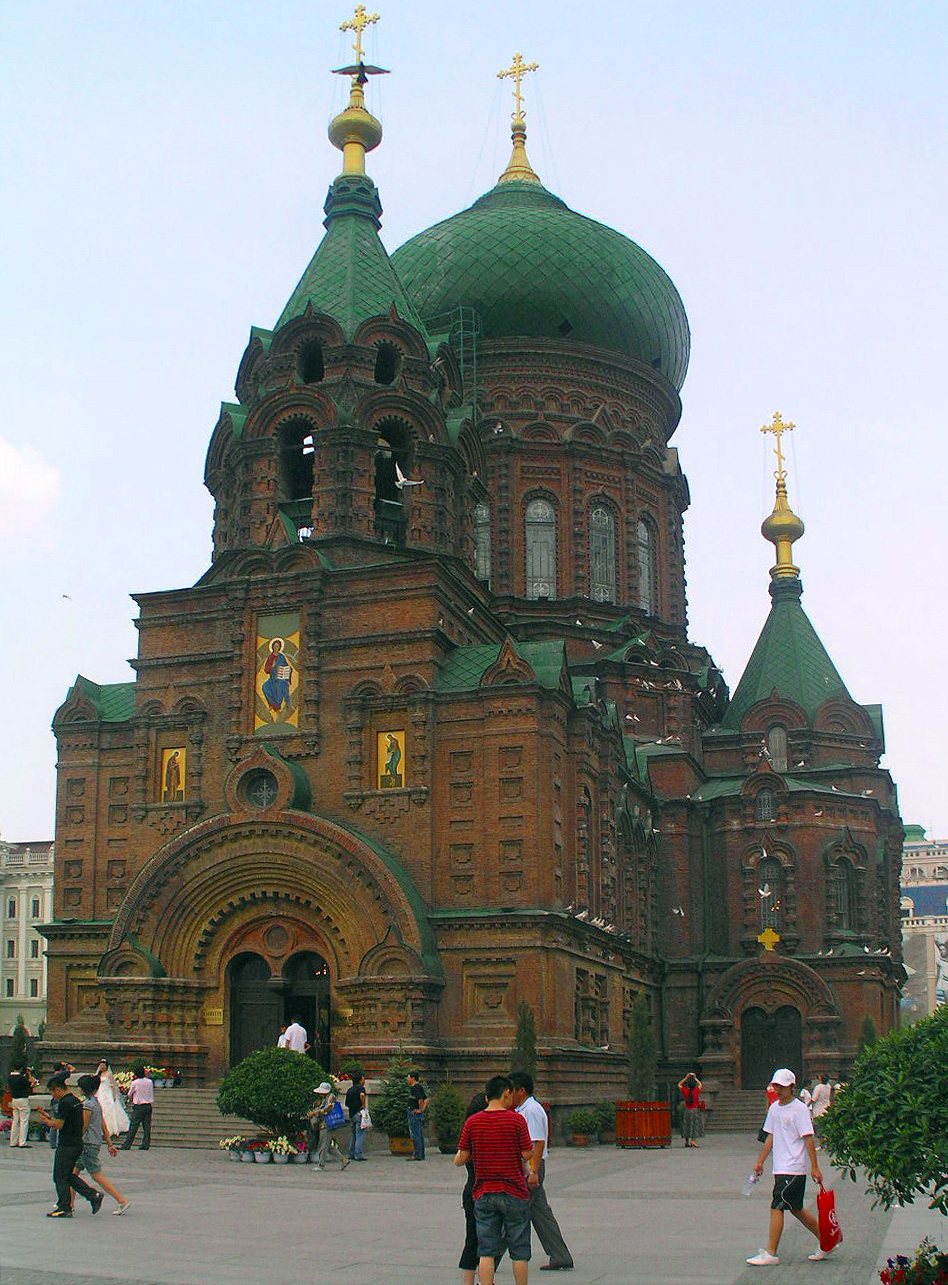
聖ソフィア大聖堂（ロシア正教）。黒竜江省ハルビン市にて。

中国のキリスト教（基督教Jīdūjiào）には、プロテスタント（新教）やカトリック（天主教）、また少数ではあるが正教会も存在する。キリスト教は少数派ではあるが、200年にわたって拡大していった。拡大は、1970年代の中華人民共和国による規制緩和以来顕著である。宗教的慣習は現在もなお、政府当局によって厳格に統制されていることが多い。現在、中華人民共和国の18歳を上回る中国人は、中国基督教三自愛国運動委員会あるいは中国天主教愛国会を通じて、公認のキリスト教会合に参加することが認められている。政府が統制する宗教運動を忌避したい中国人キリスト教徒の多くは、未登録の家庭教会で会合する―彼らは、罰金や投獄、拷問のリスクだけではなく、場合によっては死の危険さえも冒している。
キリスト教は紀元後7世紀には既に存在していた。そして、数百年間強い存在感を示したり、数百年にわたって衰退したり、再び受容したりするというサイクルを何回も経験した。唐の初期の635年にペルシャ人宣教師の阿羅本が到着したのが、最初のキリスト教伝来と考えられている。西洋人がネストリウス派と呼ぶものが数百年にわたって繁栄したが、唐の武宗が反宗教政策を845年に採用し、仏教やキリスト教、ゾロアスター教を追放して膨大な資産を没収した。キリスト教が再び伝来したのはモンゴル族が興こした元の時代の13世紀であり、モンゴル人がネストリウス派キリスト教と宗教として復活させて、1294年のフランシスコ会宣教師などローマ教会との交流も始まった。漢身族の明王朝が元王朝を倒すと、キリスト教徒は再び中国から追放された。
16世紀の明朝末期に、イエズス会が広州経由で北京に到着した。イエズス会宣教師で最も有名なのは、マテオ・リッチという、1588年に来中して1600年代に北京に在住したイタリア人数学者である。リッチは宮中で歓迎され、西洋の学問を中国に紹介した。イエズス会は、中国の伝統的慣習である祖先崇拝への適応政策をとったが、この教義はその後教皇が批判した。ローマカトリックの宣教師はその後数十年、世に知られないなかで悪戦苦闘した。
キリスト教は清の時代に、目ざましく根ざした。少数派であり続けるが、近年は歴史的衝撃を与えている。外国勢力との交流の結果、清朝期にさらなる宣教師の波が中国に訪れた。ロシア正教は1715年に紹介され、プロテスタントは1807年に伝来し始めた。宣教師活動のペースは、1842年のアヘン戦争後飛躍的に上昇した。キリスト教宣教師とその学校は、西洋勢力の保護のもと、19世紀と20世紀の西洋化・近代化において主要な役割を果たした。
太平天国の乱はキリスト教教育の影響をいくらか受けたものであり、義和団の乱はキリスト教に反対する行動の1つであった。キリスト教は初の近代診療所や病院を設立し、初の近代看護師養成施設を提供した。ローマ・カトリックもプロテスタントも、小学校から大学レベルまで、たくさんの教育施設を開設した。最も傑出した大学の一部は宗教的施設から始まった。宣教師は纏足といった慣習 や女中への不当な取り扱いを廃しようとした。また、慈善的事業を立ち上げ、貧困層に食糧を配給した。彼らはアヘン貿易に反対し、中毒者に治療を与えた。孫文といった中華民国の初期指導者の一部はキリスト教に改宗し、その教えの影響を受けた。1921年、満州の最大都市ハルビンには、ロシア人がおよそ100,000人おり、市内のキリスト教拡大に貢献した。

### イスラム教

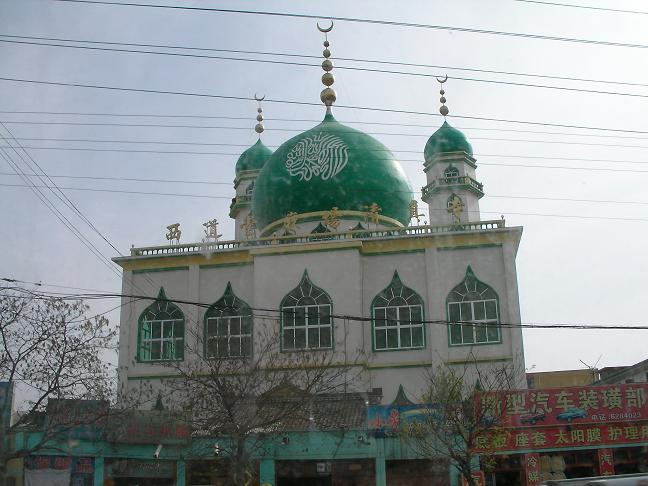
西道堂という宗派の麻場清真寺。清真寺はモスクの意。甘粛省臨夏市にて。

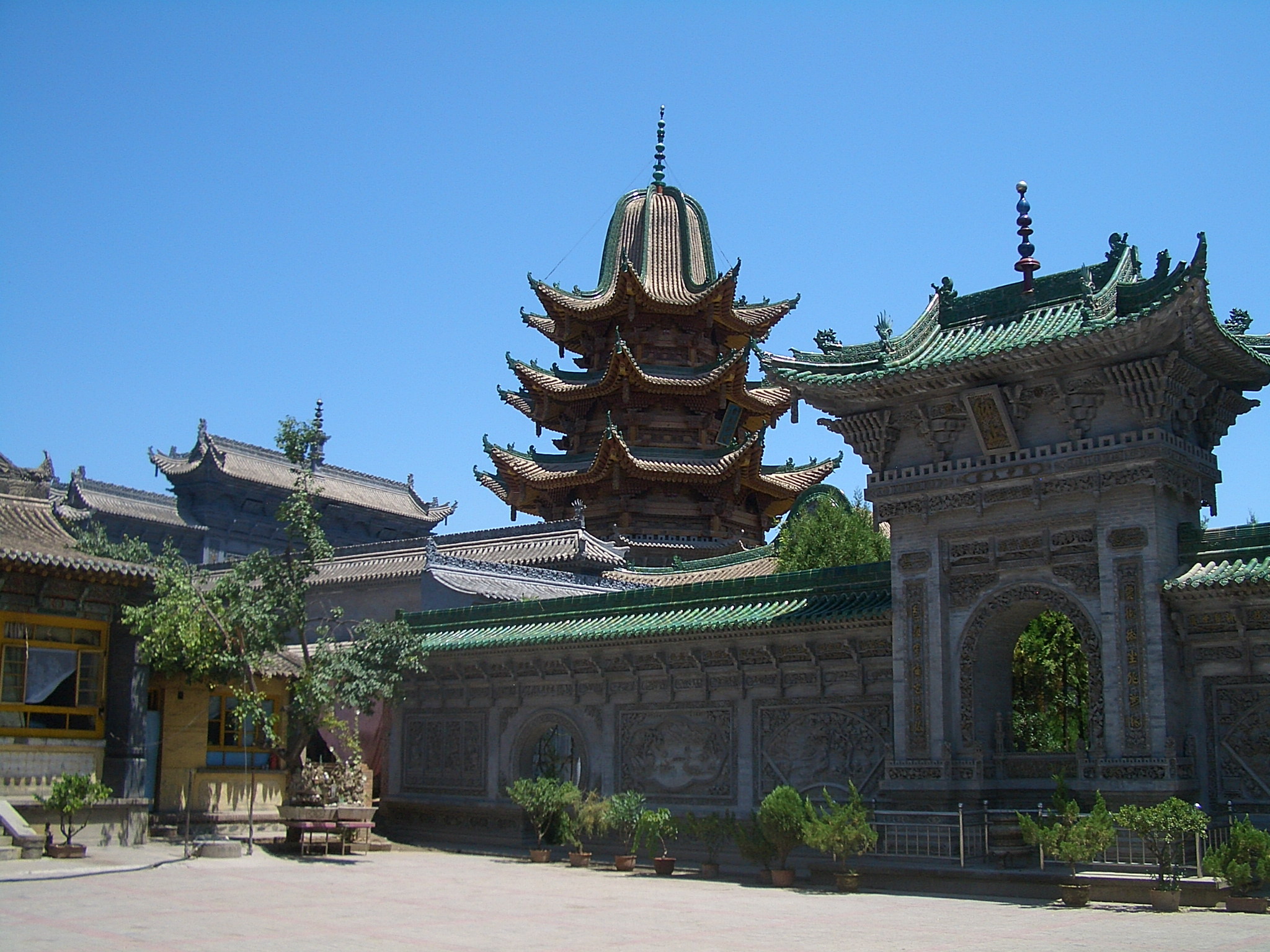
スーフィズムの体得者であるYu Babaの拱北（聖堂）。甘粛省臨夏市にて。

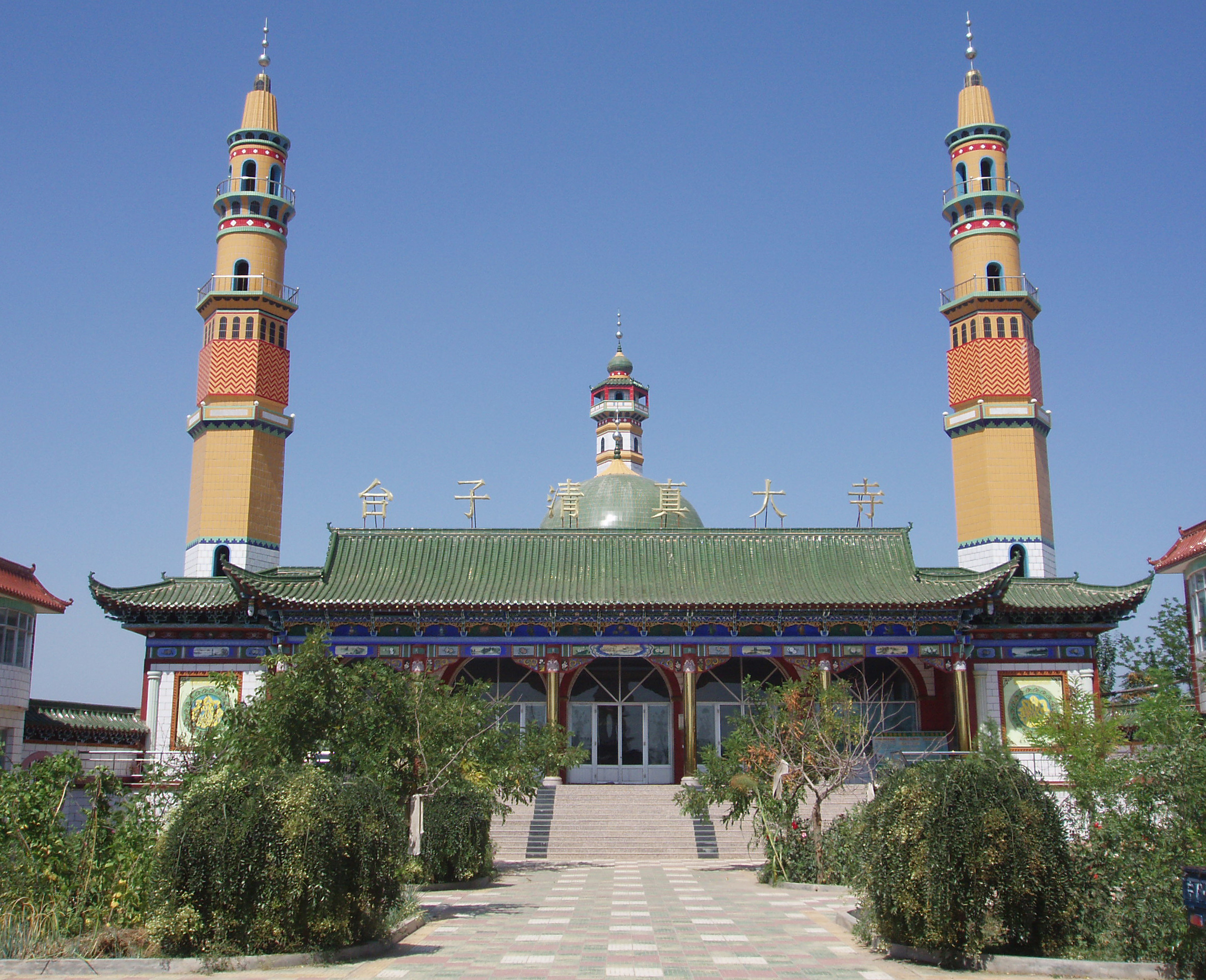
台子清真大寺。寧夏回族自治区銀川市にて。

イスラム教（伊斯蘭教Yisilanjiaoまたは回教Huijiao）は伝統的には、ムハンマドのおじであるサード･ブン･アビー･ワッカースが率いた651年の外交使節にまでさかのぼる。それはムハンマドの死の18年後であった。高宗はイスラム教に敬意を表し、ムハンマドをしのぶモスク懐聖寺を建設したといわれている。
イスラム教徒は中国へ貿易をしに行き、宋王朝の時代まで実質的に輸出入を支配した。海運事務所の長官はずっとイスラム教徒が担った。元王朝の時代には移住が増え、数万人のイスラム教徒が中国管轄の支援のために移住した Yeheidie'erdingというイスラム教徒が、現在の北京で元の首都大都の建設を先導した。
明王朝の時代は、イスラム教徒は政府への影響力を保ち続けていた。朱元璋が最も信頼した将軍たちは、イスラム教徒で、例えば藍玉はモンゴルに対する決定的勝利を導き、中国を再征服するというモンゴル人の夢を完全に終焉させた。鄭和はインドへ7回航海した。洪武帝は百字讃を編纂してムハンマドをたたえた。初期の移民にルーツをもつイスラム教徒は同化し始めて、現地中国語を話したり中国式の名前や文化を取り入れたりした。彼らは独自の料理や建築、武術、書道を発達させた。この時代は時として中国におけるイスラムの黄金時代と考えられ、南京がイスラム研究の重要拠点にもなった。
清朝の時代（1644年から1911年）はたくさんの反乱があった。例えば、パンゼーの乱が雲南省で1855年から1873年にかけて起き、ドンガン人の蜂起が新疆や甘粛省、陝西省で1862年から1877年にかけて起こった。満州族政府は全反逆者の処刑を命じ、パンゼーの乱では100万人、ドンガン人の蜂起では数百万人を殺害した。しかし、馬占鰲、馬安良、董福祥、馬千齢、馬如竜といった多くのイスラム教徒が清朝の側へ離反し、左宗棠がイスラム反逆者の駆除するのを支援した。これらのイスラム将軍はフフィー教団に属し、清がJahariyyaの反逆者を打倒するのを支援した。1895年、別のドンガン人の蜂起が起き、董福祥、馬安良、馬国良、馬福禄、馬福祥といった皇帝派イスラム教徒は、馬永琳、馬大漢、馬万福に先導されて反逆したイスラム教徒を鎮圧し大虐殺した。イスラム軍は甘軍と呼ばれ、董福祥に率いられて、義和団の乱のときは清朝の側に立ち外国勢力と戦った。
清王朝の没落後、孫文は五族共和を唱え、漢族、満州族、モンゴル族、チベット族、回族が平等な国家樹立を目指した。1920年青海省、甘粛省、寧夏は、馬家軍という、国民革命軍では将軍として仕えたイスラム系軍閥の支配下に入った。毛沢東主義支配の間は、多くのモスクが文化大革命期に毀損・破壊、あるいは閉鎖され、クルアーンの複製は紅衛兵が毀損した。
今日イスラム教は復活を遂げている。イスラム教の表現物が急増し、国レベルのイスラム協会がたくさん設立されて民族を超えた活動の連携を図っている。イスラム教徒は中国のどの省にもみられる。公式に認定されている55の少数民族のうち、10民族でイスラム教が大勢を占めている。現在のイスラム教徒の人口に関する正確な統計は、なかなか見つからない；国家宗教事務局 (SARA) は2,100万人以上（全人口の1.5%から2%）がイスラム教徒であると述べている。また、SARAによれば礼拝所がおよそ36,000カ所、イマームが45,000人以上、イスラム系学校が10カ所以上ある 2006年、ハッジを目的にメッカへ旅立つ中国人の記録が、前年と比べて40%上昇した。

### ユダヤ教
ユダヤ教（犹太教Youtaijiao）は唐王朝（7世紀から10世紀）かそれ以前に、中国に移住したユダヤ人小集団によってもたらされた。最も有名な初期コミュニティーは、河南省開封市にいた（開封のユダヤ人）。20世紀、多数のユダヤ人が香港や上海、ハルビンに到達した。これらの都市は20世紀の初めの数十年は経済的に発展していたこともあったが、それだけではなくロシア帝国（1900年代初頭）における反ユダヤ的なポグロム、ロシアの共産党革命と市民戦争（1917年から1918年）、およびドイツやオーストリアなど中央ヨーロッパにおけるナチスの反ユダヤ的政策（1937年から1940年）からの避難も目的としていた。また、最後の波はポーランドなど東ヨーロッパから到来した（1940年代初頭）。
上海は特にユダヤ人避難民が多いことで有名だった（上海ゲットー）。その大半は戦後退出したが、それ以外の人々は中華人民共和国の樹立に先立って、あるいは樹立直後に移住した。今日、開封のユダヤ人コミュニティーは機能的に絶え果てた。開封コミュニティーの子孫の多くは、現在も中国に住んでいるが、ほとんどは先祖にユダヤ人がいることに気づいていない。一方、後期の移住者の一部は上海や香港でコミュニティーを維持している。近年北京でも、とりわけChabadによって、コミュニティーが発展している。
最近は20世紀後半以来、宗教全般の研究と同様に、ユダヤ教や中国のユダヤ人への研究が学問的科目として開花し始めた（すなわち、南京大学ユダヤ文化研究所や中国ユダヤ文化研究会）。

## 新宗教

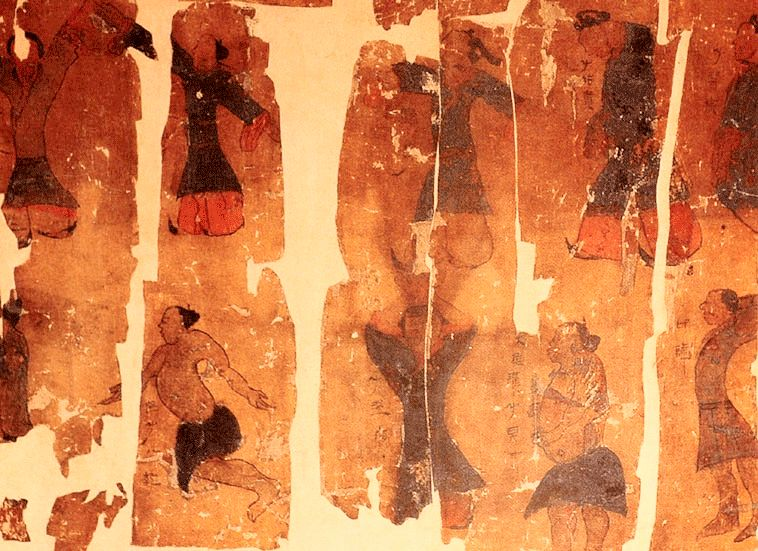
気功の絵の断片。漢の時代。

新宗教運動が中国全土で盛んである。大半は固有で、中国の民俗宗教や道教の中核に由来しており、また一部はすでに1949年の中国共産党革命以前から活動していて現在台湾から再布教されている。この宗教集団には、一貫道や在理教、その他の先天道分派、九宮道とその後の徳教、および天への信仰を中心とする天帝教の運動が含まれる。また、気功の学派の多くが中国の民俗宗教の世界観に依拠している：例えば、法輪功や中華養生益智功、元極功、Wang Gongなどがある。唯心聖教という運動は、正統的中国文化を推進し、地方政府と良好的関係を持っている。
小規模の運動の一部は、明らかにキリスト教に感化されている：例えば、主神教や靈靈教、復活道、門徒会、東方閃電などがある。

### 先天道
先天道（せんてんどう）あるいは単に天道（てんどう）は、白蓮教運動にさかのぼる中国由来の宗教集団を包含する。それらは漢民族の神教（民俗宗教）と道教を共通の背景として持つが、グノーシス的キリスト教と仏教の伝統由来の主題と側面を見せる。

### 唯心聖教
唯心聖教（ゆいしんせいきょう）あるいは単に心聖教（しんせいきょう）は主として、易経と風水の正統的系統や、諸子百家、中華三祖である黄帝・炎帝・蚩尤の崇拝を基礎とする。この運動は、中国文明と中国統一という真のルーツの復活を奨励する。
唯心聖教の道場は台湾に開かれて総道場とされたが、中国文化の主要誕生地である中国で活動している。河南省政府と連携をとり、燕山山脈の雲夢山に八卦城を建設した。また、湖北省にも道場を開いている。

## その他の宗教

### マニ教

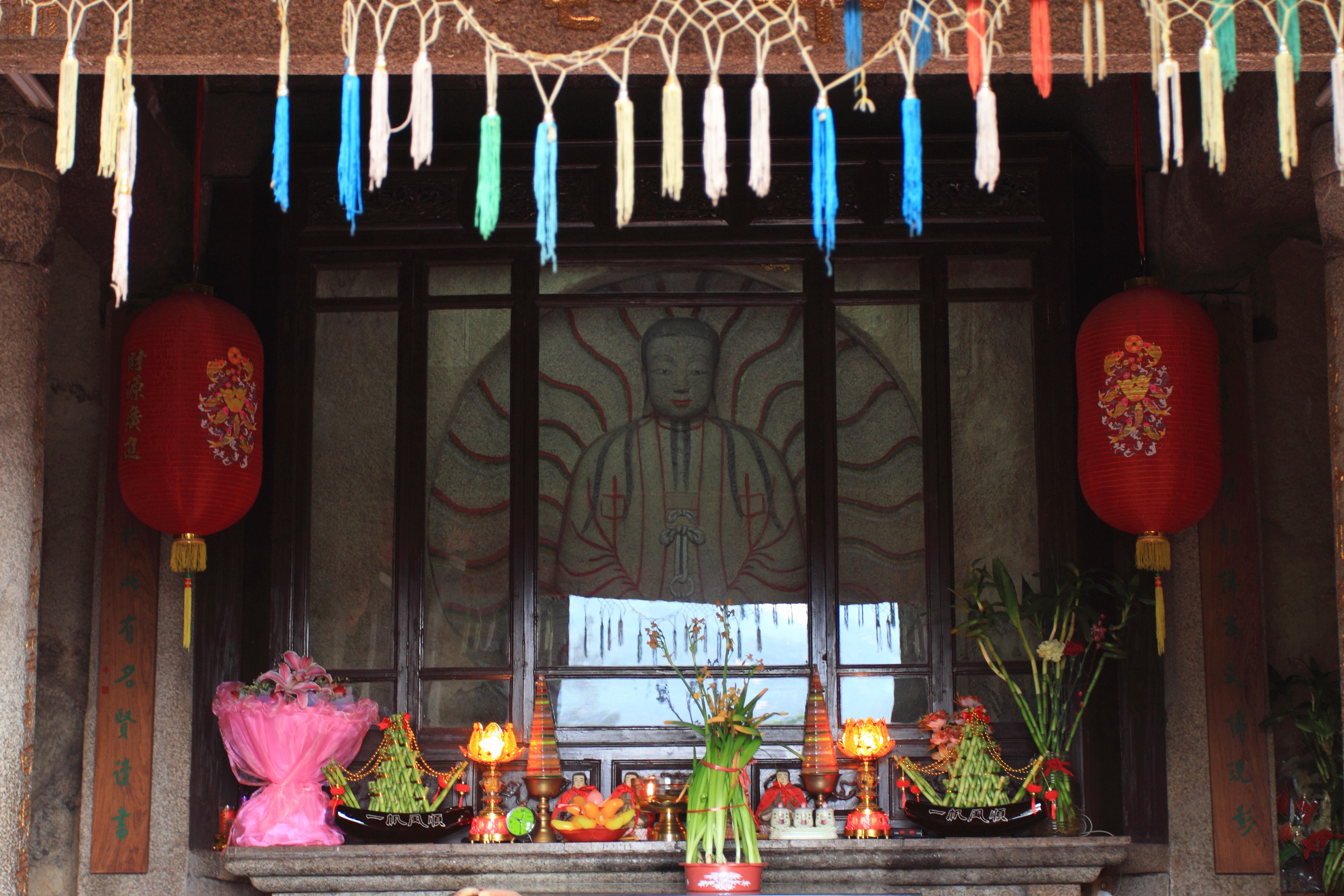
草庵にある光明仏（マニ）。生ける岩から彫刻された。なお現在は仏教寺院。福建省晋江市にて。

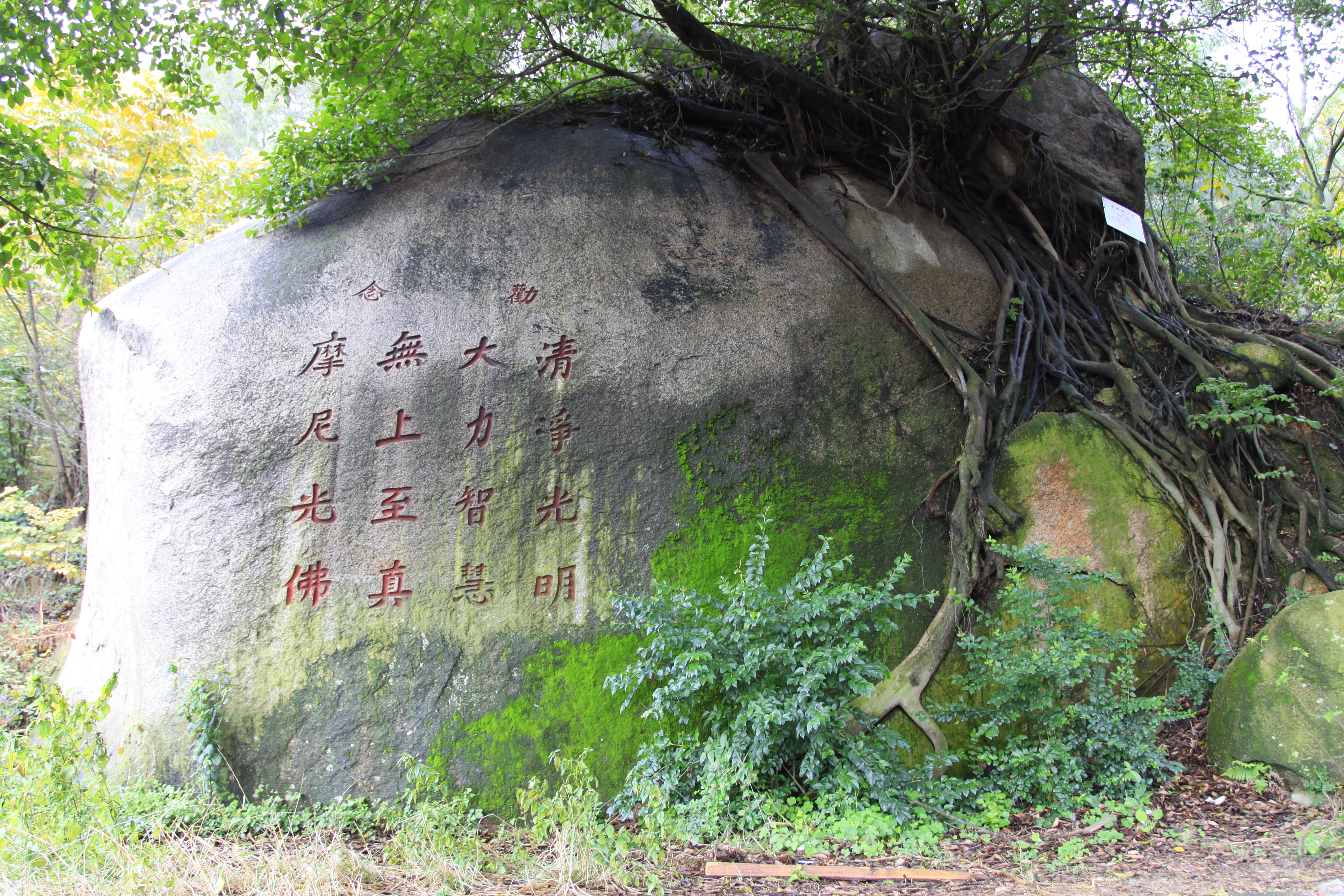
マニ教の碑文（現代レプリカ）。1445年。草庵にて。

マニ教（摩尼教Monijiao）はイラン系宗教であり、唐王朝と中央アジアの国々、とりわけトハリスタンとの接触によって6世紀から8世紀に伝来した。731年あるマニ教伝教師は宗教の要旨を完成させるよう、皇帝に依頼された。彼は『光明仏マニの教義概要』を執筆した。唐王朝は、マニ教を外国人が実践することを許可したが、中国人が実践することを禁じた。
転換点は、762年にウイグルのブグ・カガンが改宗したことである。755年以後、中国皇帝は安史の乱によって弱体化し、ウイグルのみが唐王朝に仕える戦闘力となった。ブグ・カガンはマニ教が中国に広まるよう奨励した。マニ教寺院は北部・中部の都市だけではなく、2つの首都長安と洛陽にも建立された。
840年にウイグル勢力が衰退したことで、多くのマニ教施設が閉鎖した。武宗は会昌の廃仏を開始した。会昌の廃仏は、仏教だけではなく全外来宗教を対象とした。マニ教は苛酷な弾圧を受けたが、根絶はしなかった。五代時代に人気のアングラ的現象として特に中国南部で再び台頭した。
1120年に方臘が主導した乱は、アングラの宗教共同体の信者が引き起こしたと信じられている。その会合所では政治的抗議が主催されたといわれている。この乱が、無認可の宗教集会に対する厳重な取り締まりと聖典の毀損をもたらした。1280年、モンゴルの支配者がマニ教に自由の世紀をもたらしたが、1368年明王朝は新たな迫害を開始した。マニ教は次第に崩壊し、最終的にはその後の世紀に根絶した。

### ヒンドゥー教
中国には小規模のヒンドゥー教コミュニティーが存在し、ほとんどは中国南東部にあった。タミル語と中国語の二カ国語で刻まれた13世紀後半の碑文は、泉州市のシヴァ神の聖堂の遺構と関連がある。これが、南東部の古い港に建立された、おそらく2つの南部インド様式のヒンドゥー教聖堂の1つであった。港には、以前外国人貿易家たちの集団が存在した。

### ゾロアスター教
ゾロアスター教（瑣羅亜斯徳教Suoluoyasidejiaoまたは祆教Xianjiao）は6世紀にシルクロード経由で中国北部に拡大した。ゾロアスター教は一部の地域で公認宗教の地位を確立した。ゾロアスター教の拝火神殿が開封市と鎮江市で発見された。一部の学者によれば、12世紀まで活動的だったが、その後中国の領域から姿を消したとされる。

## 宗教に関する法律の施行と影響

### 法の施行
中国の宗教管理制度の基盤となる法令である『宗教事務条例』は、2004年公布、2005年施行であった。
2016年4月22日～23日に開催された全国宗教工作会議において、習近平総書記は宗教の「中国化」を重要課題の一つとして取り上げ、宗教の「中国化」は習近平政権下の宗教政策における重要な要として位置づけられている。
李克強総理は2017年8月26日に改訂版「宗教事務条例」の公布に関する国務院令に署名した。同条例は2018年2月1日から施行された。

### 影響
2005年3月に「宗教事務条例」が施行されて以降、非公認のプロテスタント家庭教会に対する迫害は強化され、2008年から各地で家庭教会の取締りが激化し、信者の献金で建てられた教会堂の破壊や十字架の強制撤去が実施されるようになった。家庭教会の集会は禁止され、カトリックの司祭やプロテスタントの牧師が拘束されることも度々発生した。
2018年の新宗教事務条例の施行以来、中国の宗教における状況は悪化してしまった。政府は全国規模で公共の場所や信者の自宅からおびただしい数の十字架やその他の宗教的シンボルを取り外してきた。看板や、建物や事業につけられた宗教的な意味合いを持つ名称も禁止され、取り除かれた。聖書を含む宗教関連の書物の販売は禁止され、教会や寺院は経典を焼却するよう脅されている。

## 参考資料
- Austin, Alvyn (2007). China's Millions: The China Inland Mission and Late Qing Society. Grand Rapids, Michigan: Eerdmans. ISBN 978-0-8028-2975-7
- Daniel H. Bays. Christianity in China from the Eighteenth Century to the Present. (Stanford, CA: Stanford University Press,  1996).   ISBN  0804726094.
- Kenneth K. S. Ch*En. Buddhism in China, a Historical Survey. (Princeton, N.J.,: Princeton University Press, The Virginia and Richard Stewart Memorial Lectures, 1961,  1964).
- De Groot, J.J.M. (Jan Jakob Maria), The Religious System of China: Its Ancient Forms, Evolution, History and Present Aspect, Manners, Customs and Social Institutions Connected Therewith, Brill Publishers, Leiden, The Netherlands, 1892–1910. 6 volumes.
- Latourette, Kenneth Scott (1929). A History of Christian Missions in China
- Manchao, Cheng, "The Origin of Chinese Deities", Foreign Languages Press, Beijing, 1995. ISBN 7-119-00030-6
- Daniel L. Overmyer. Religions of China: The World as a Living System. (New York: Harper & Row, Religious Traditions of the World,  1986).
- Paper, Jordan D. (1995). The Spirits are Drunk: Comparative Approaches to Chinese Religion. Albany, New York: State University of New York Press. ISBN 0-7914-2315-8
- Spence, Jonathan D. (1991). The Search for Modern China. W. W. Norton & Company. ISBN 0-393-30780-8
- Arthur F. Wright. Buddhism in Chinese History. (Stanford, CA: Stanford University Press,  1959; various reprints and translations).
- Xinzhong Yao and Yanxia Zhao, Chinese Religion (Continuum, 2010)
- Yang, CK., Religion in Chinese Society (California U. Press, 1970)
- Zürcher, E. The Buddhist Conquest of China. (E. J. Brill, Leiden, 1972)
- 邪教檢查表-德國巴伐利亞政府青少年局版